# Biserica Cuvioasa Paraschiva din Maieru

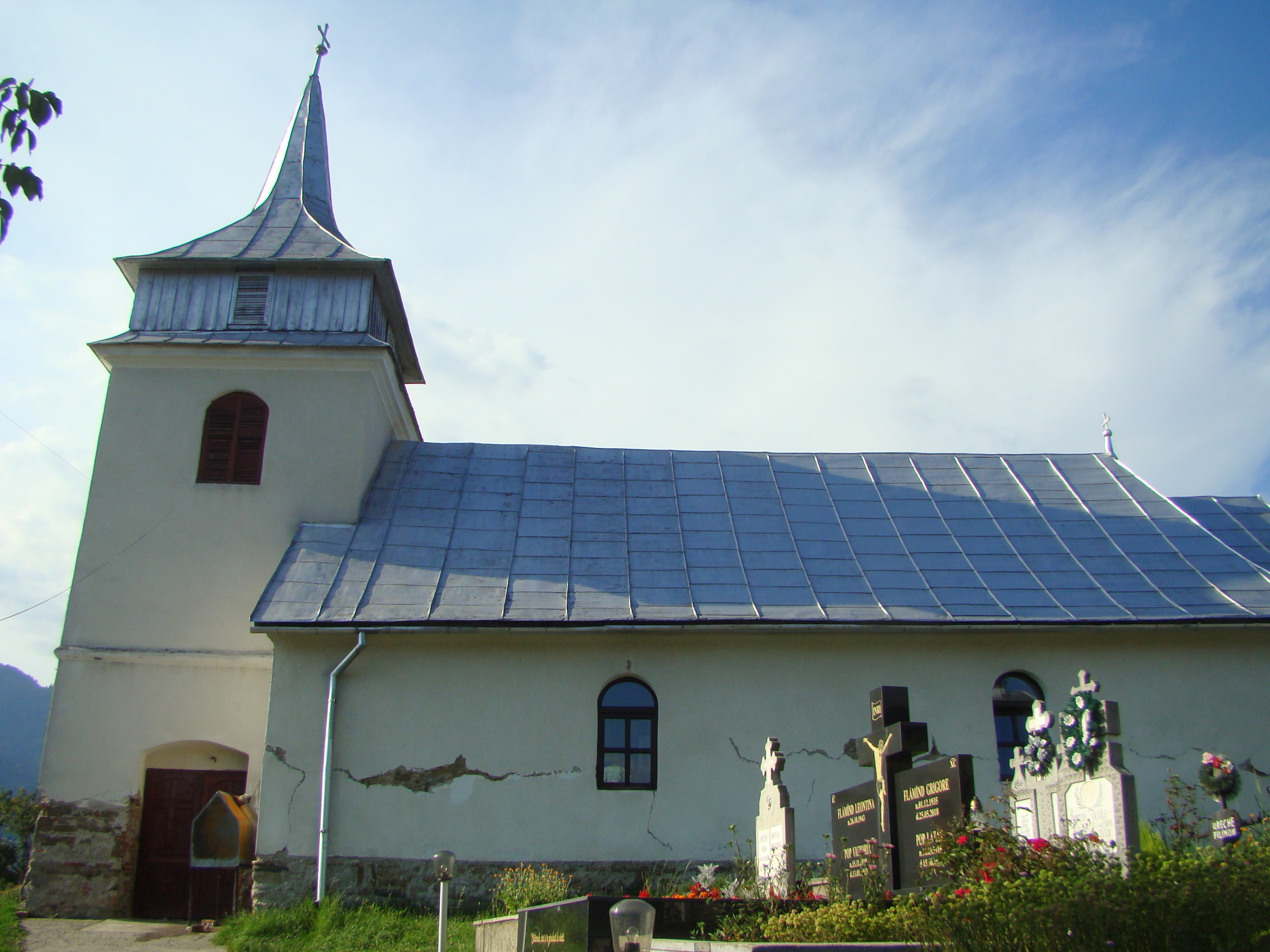
Biserica „Cuvioasa Paraschiva” din Maieru, județul Bistrița-Năsăud, ridicată în 1817-1818 (foto: august, 2018)

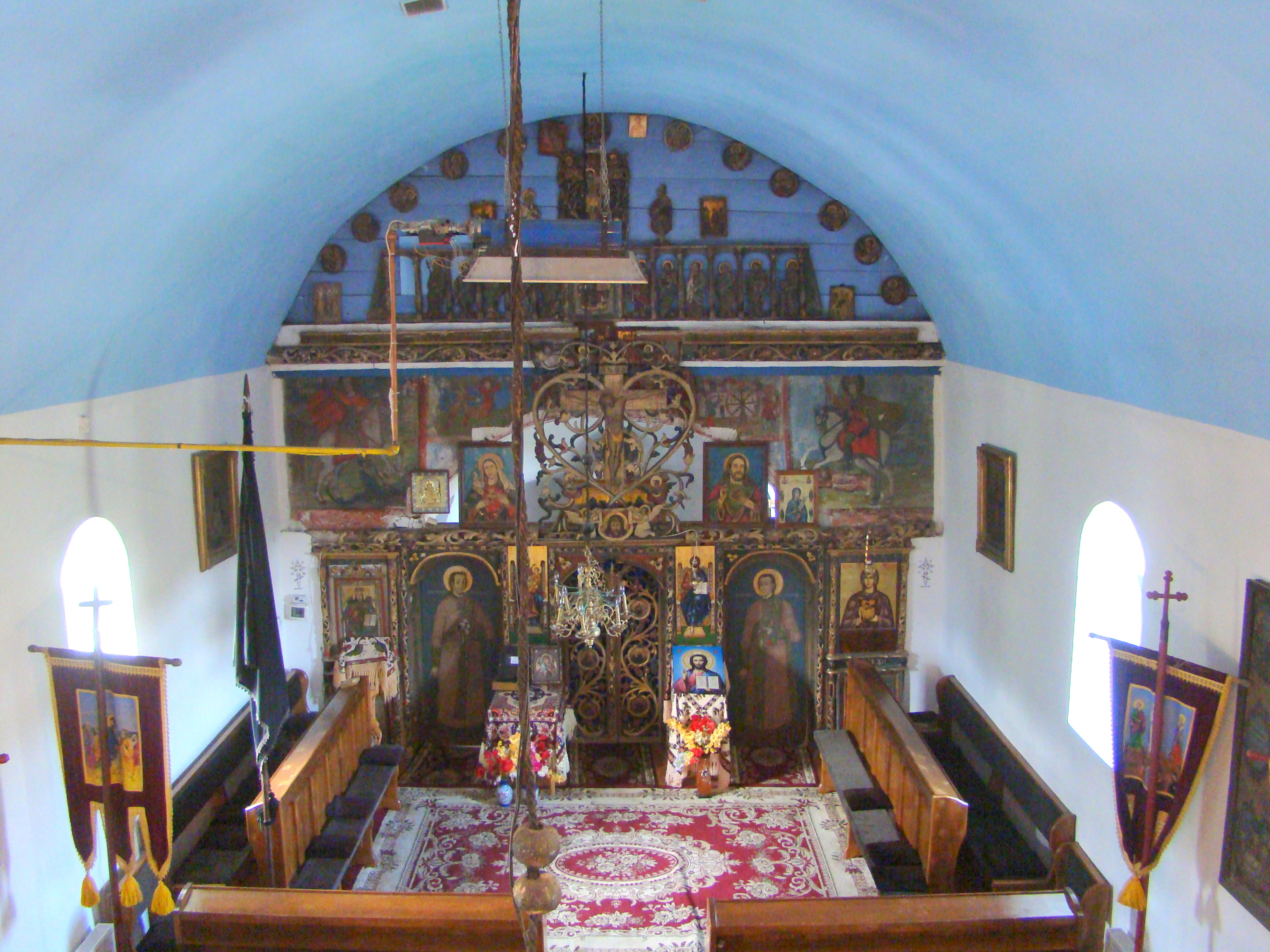
Nava spre iconostas (vedere din corul bisericii)

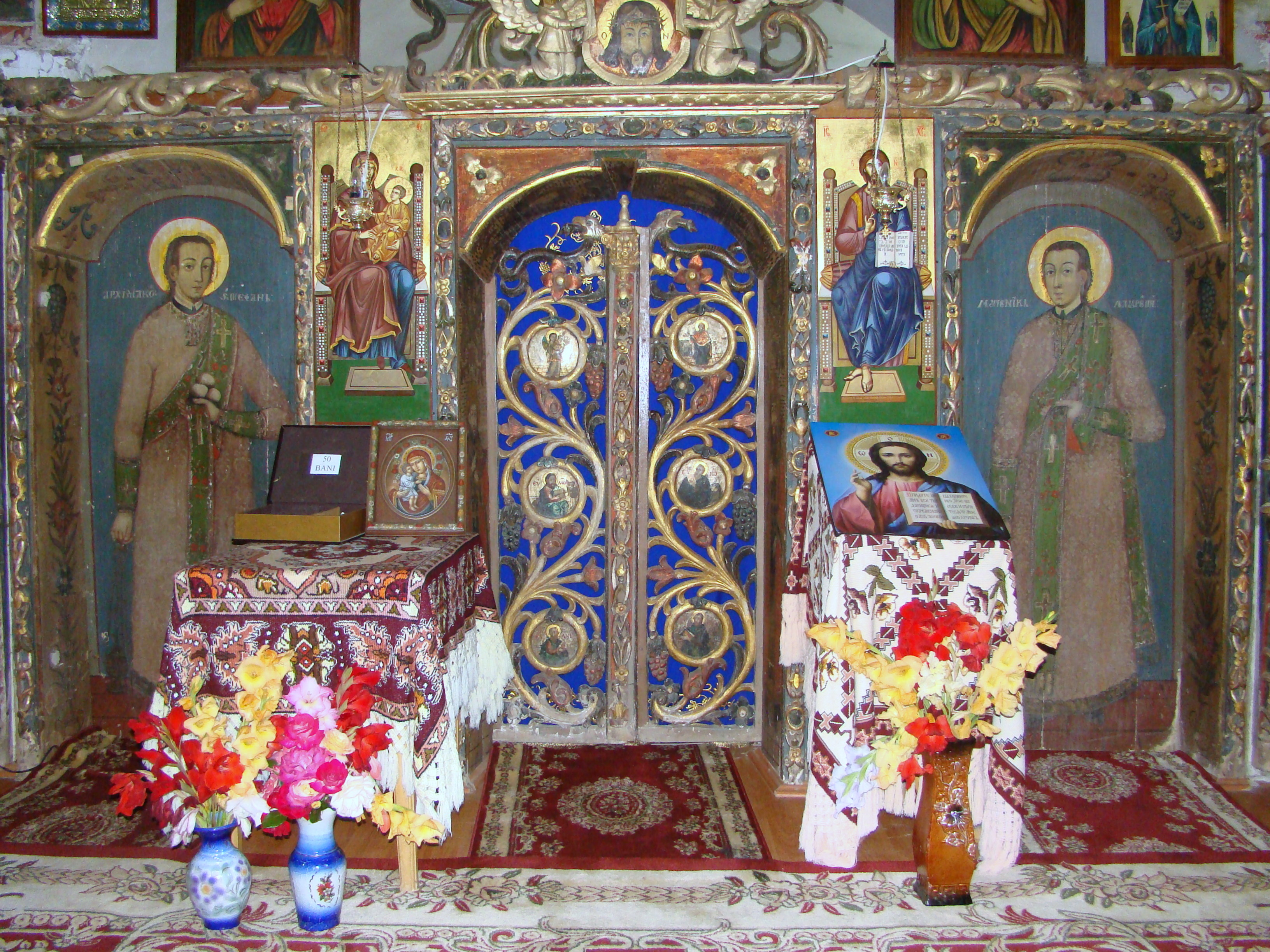
Intrările în altar

Biserica „Cuvioase Paraschiva” din Maieru, județul Bistrița-Năsăud, datează din anul 1817-1818 , fiind  o veche ctitorie greco-catolică, cunoscută și sub numele de Bisericuța din Deal. Lăcașul de cult se află pe noua listă a monumentelor istorice sub codul LMI 2010:  BN-II-m-A-01673.

## Istoric și trăsături
Comuna Maieru este una din cele mai vechi așezări umane din Valea Rodnei. De la începuturi,  vatra așezarea este menționată în documente ca „rusticum praedium”, adică posesie latifundiară, iar în tradiția locală ca „măieriște”, adică loc de pășune, „măierii” fiind stăpânii de oi (oierii). 
Așezată în vârful unei coline, Bisericuța din Deal, cum i se spune în tradiția orală a măierenilor, domină peisajul străvechii așezări din triunghiul celor trei măguri, care închid între ele un „cuib al visurilor”, cum inspirat l-a numit Liviu Rebreanu.
Bisericuța din Deal, cu hramul Sfintei Cuvioase Paraschiva, a fost construită între anii 1817-1818, pe cheltuiala credincioșilor greco-catolici din sat, după cum reiese din monografiile așezării Maieru, întocmite de juristul și gazetarul Emil Boșca Mălin și parohul din Maieru, Pr. Iuliu Pop. Lucrarea a fost executată de maestrul zidar Krauss din Bistrița, ajutat de credincioși cu muncă benevolă.
Ioconostasul a fost executat de un meșter zugrav de icoane din Maieru al cărui nume nu se mai cunoaște. Conform tradiției orale, în anii construcției bisericii a fost foamete mare, că au ajuns oamenii se mânânce pâine din făină de ovăz, amestecată cu hamei sau chiar „coțobrele” (porumbe) fierte în lapte. Astfel, localnicii au denumit lăcșul de cult, ca biserica din vremea foamei, zidită la o sută de ani după ultima și pustiitoarea năvălire a tătarilor în Europa. 
Biserica a fost reparată în anii 1912, 1965 și 2000. Nu există inscripții, nici pe ziduri, nici pe iconostas. Nu a fost pictată, ci doar văruită într-o culoare alb-albăstrie (mierie).
Din patrimoniul bisericii fac parte relicve de valoare, în parte salvate de la vechea mănăstire Drogomana, incendiată de tătari în 1717: icoane pe lemn, icoane pe sticlă și medalioane rotunde cu sfinții prooroci, lucrări datate din perioada 1700-1750. Pe iconostas poate fi văzută o icoană înfățișând martiriul frângerii cu roata, care, după părerea specialiștilor, amintește de supliciul lui Horea sau al lui Tănase Tudoran de la Bichigiu.
Biserica a fost preluată de cultul ortodox în 1948, după interzicerea Bisericii Române Unite (Greco-Catolică). Lăcașul de cult a fost declarat monument istoric în anul 1978. A fost resfințită în data de 22 octombrie 2000 de Episcopul vicar ortodox al Clujului Irineu Pop Bistrițeanu. 

## Vezi și
- Maieru, Bistrița-Năsăud

## Imagini din exterior

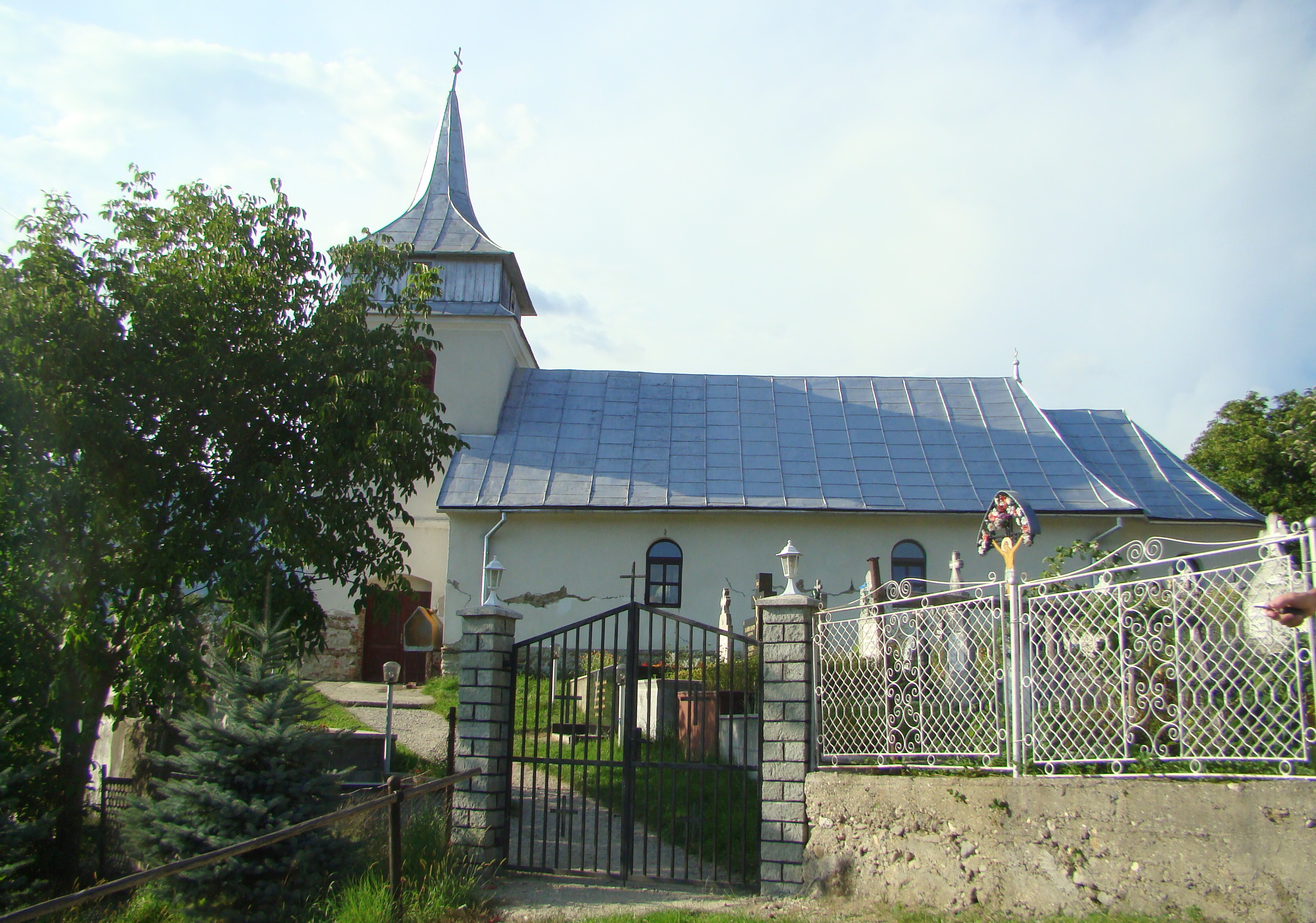
Biserica (sud)
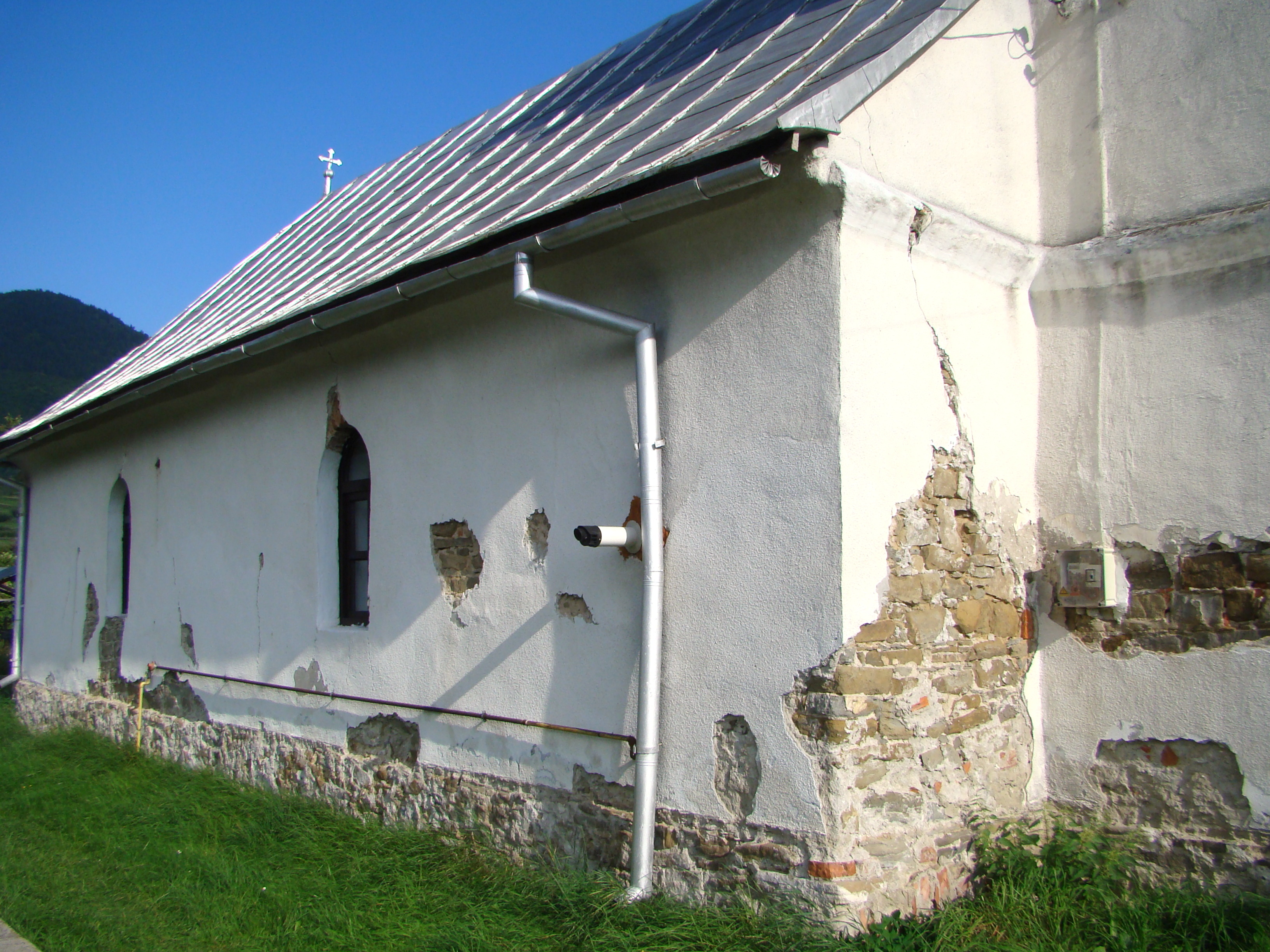
Latura de (nord)
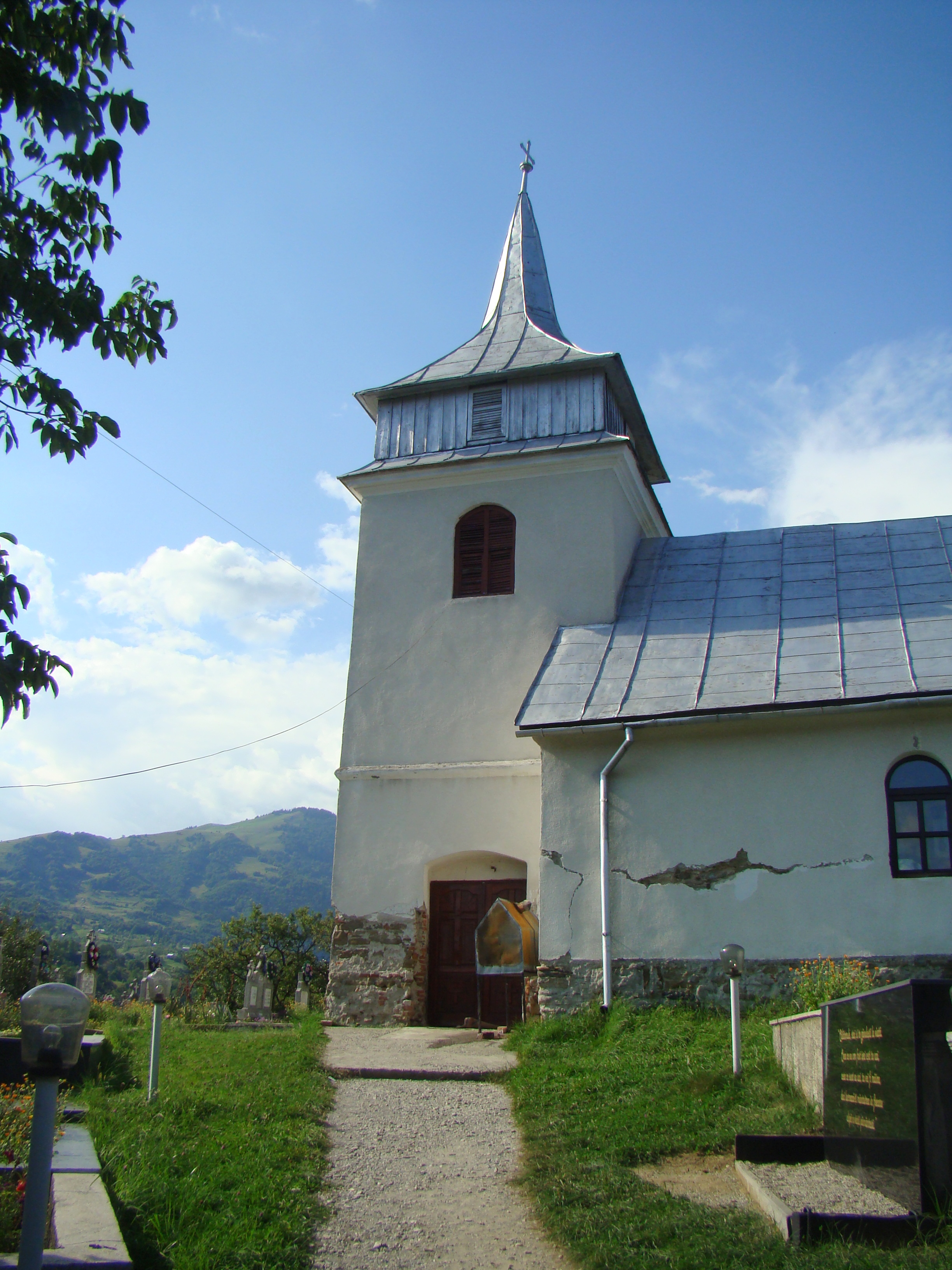
Turnul-clopotniță
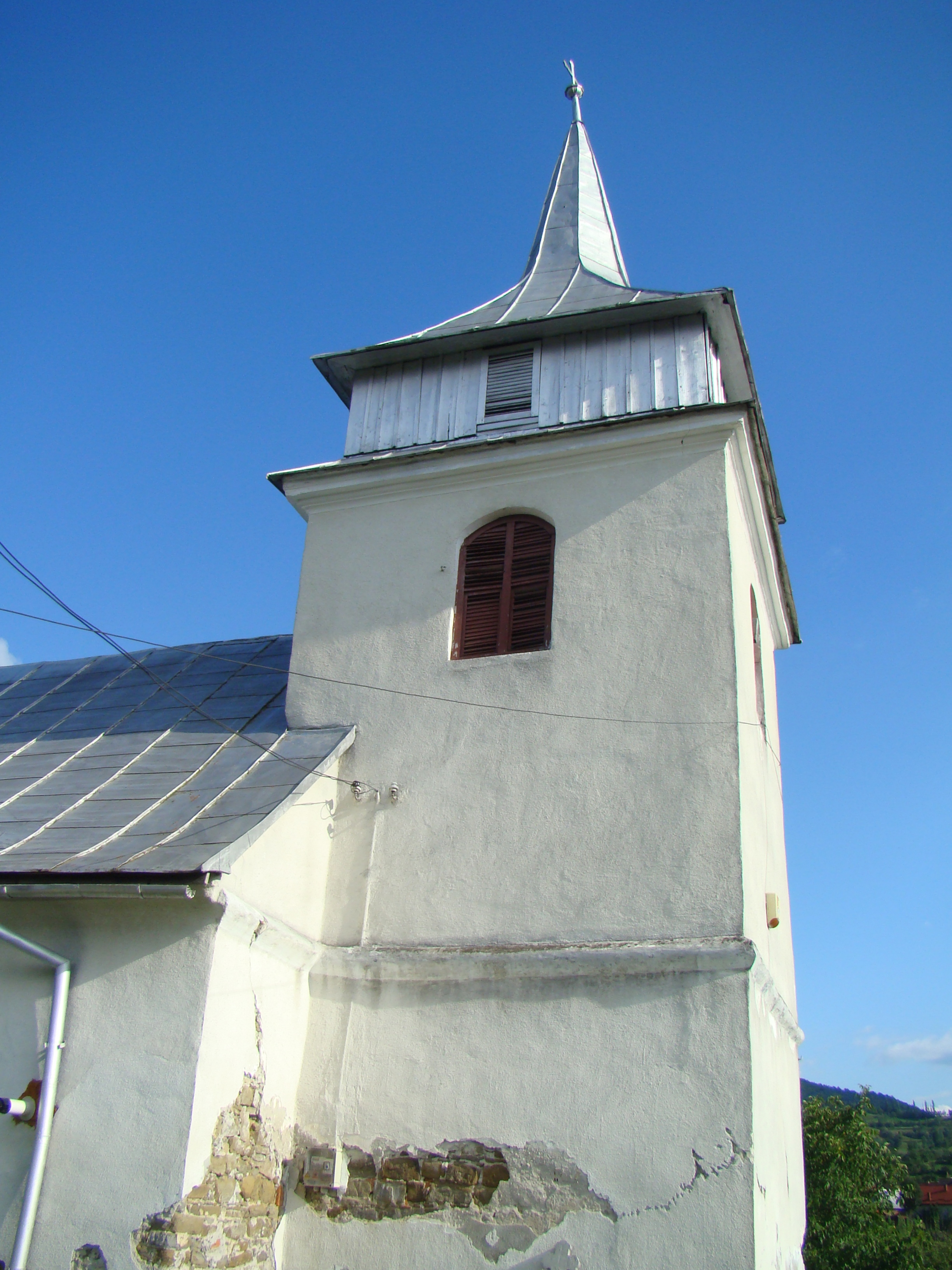
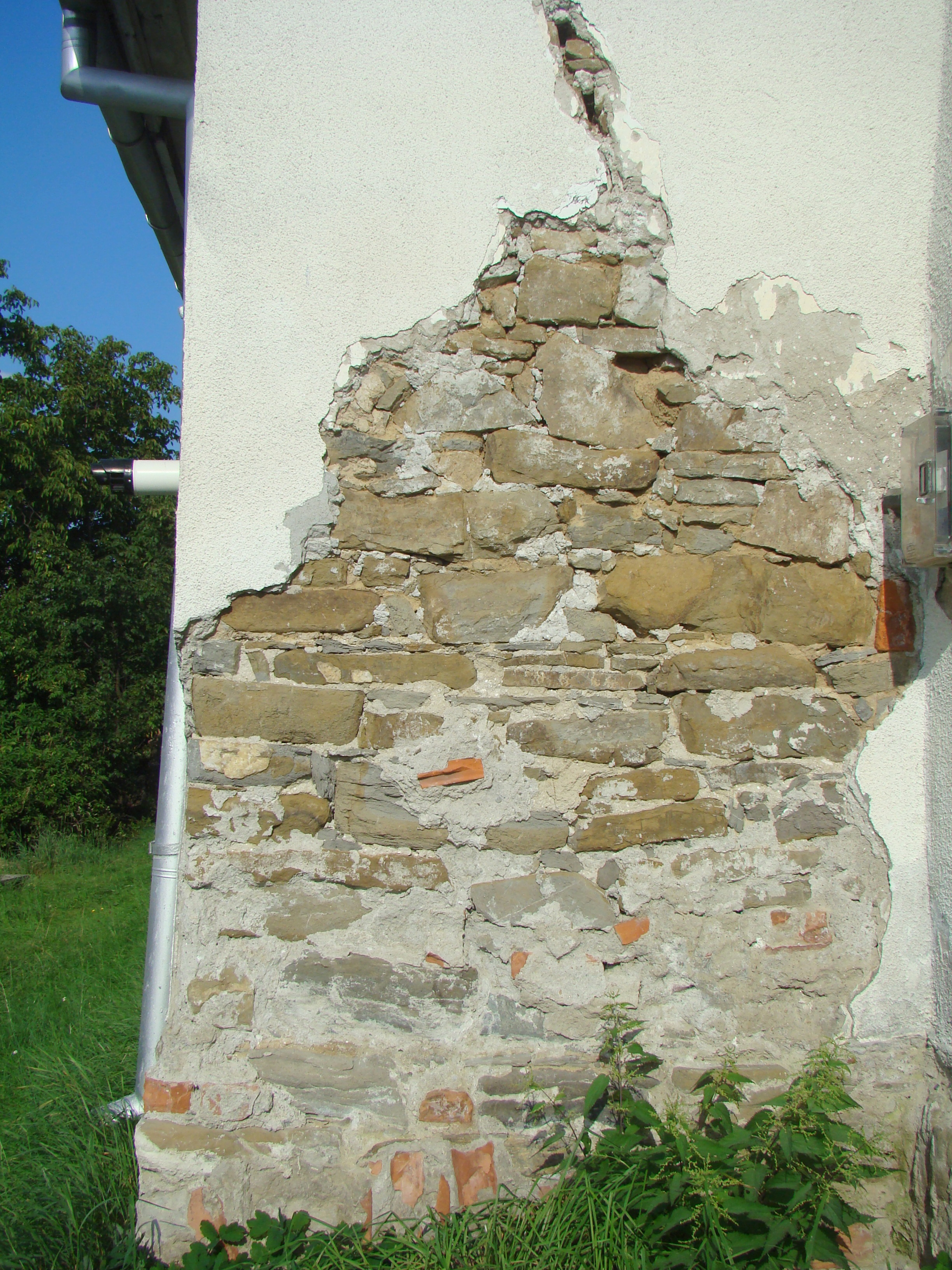
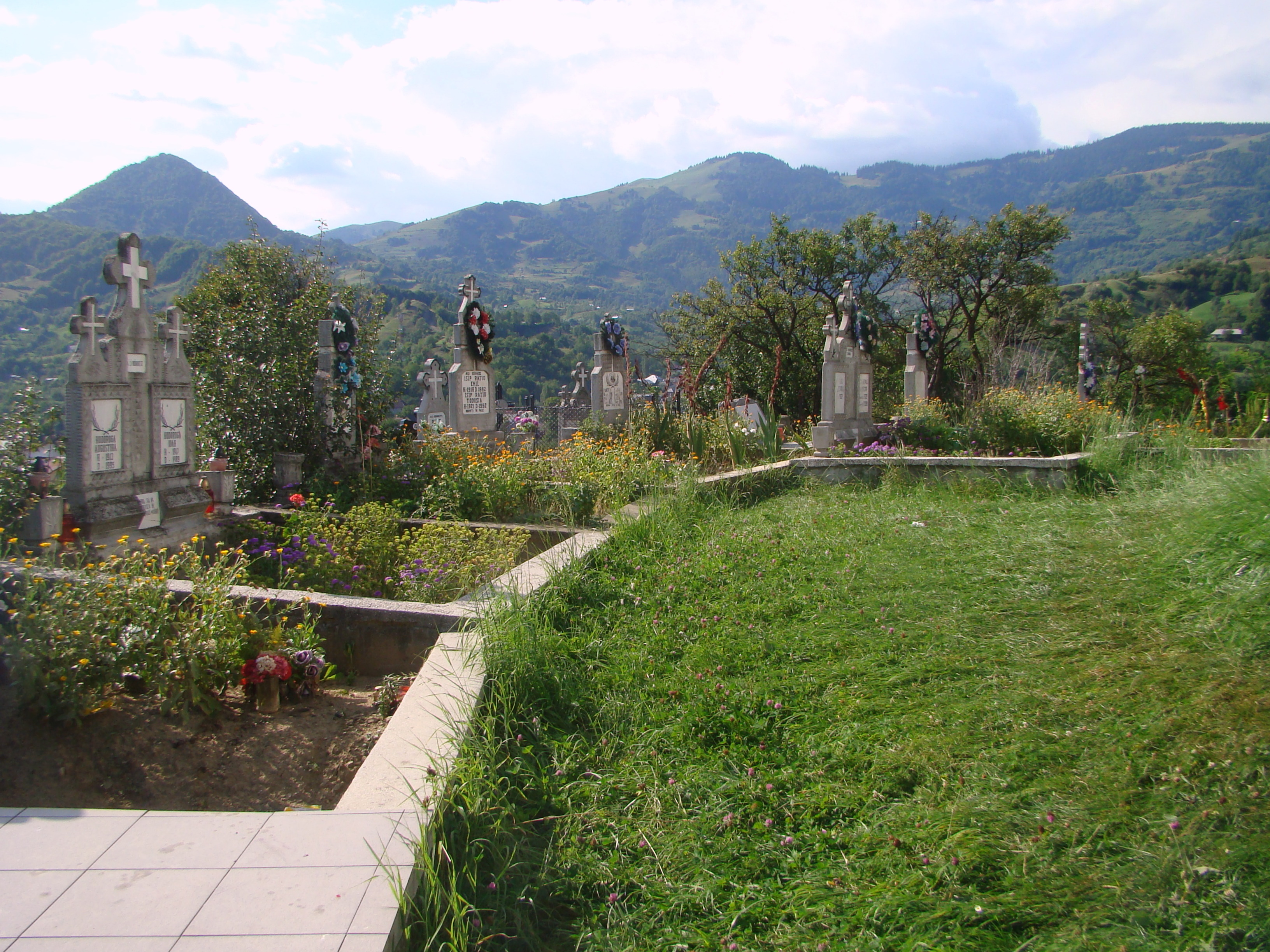
Împrejurimi
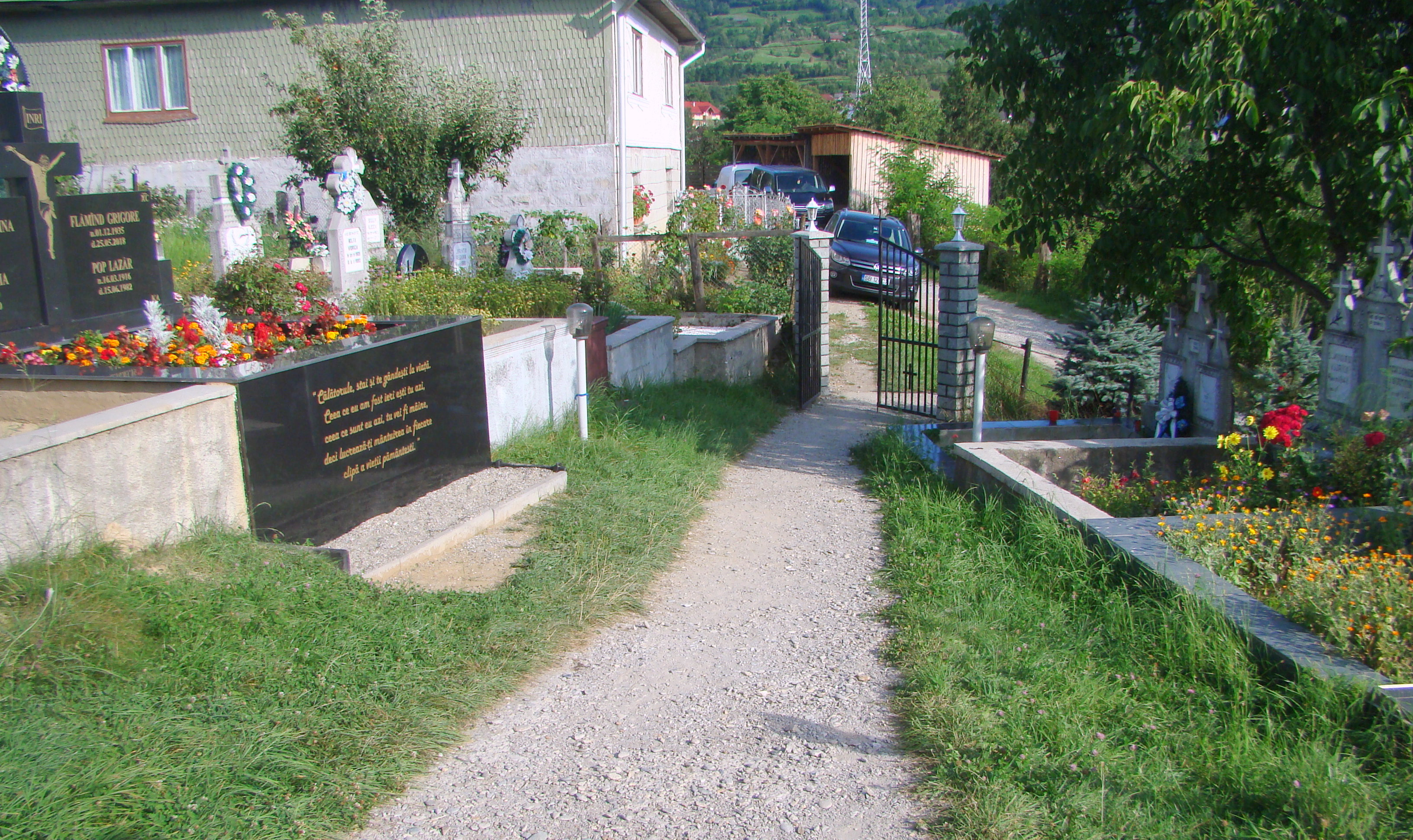

## Imagini din interior

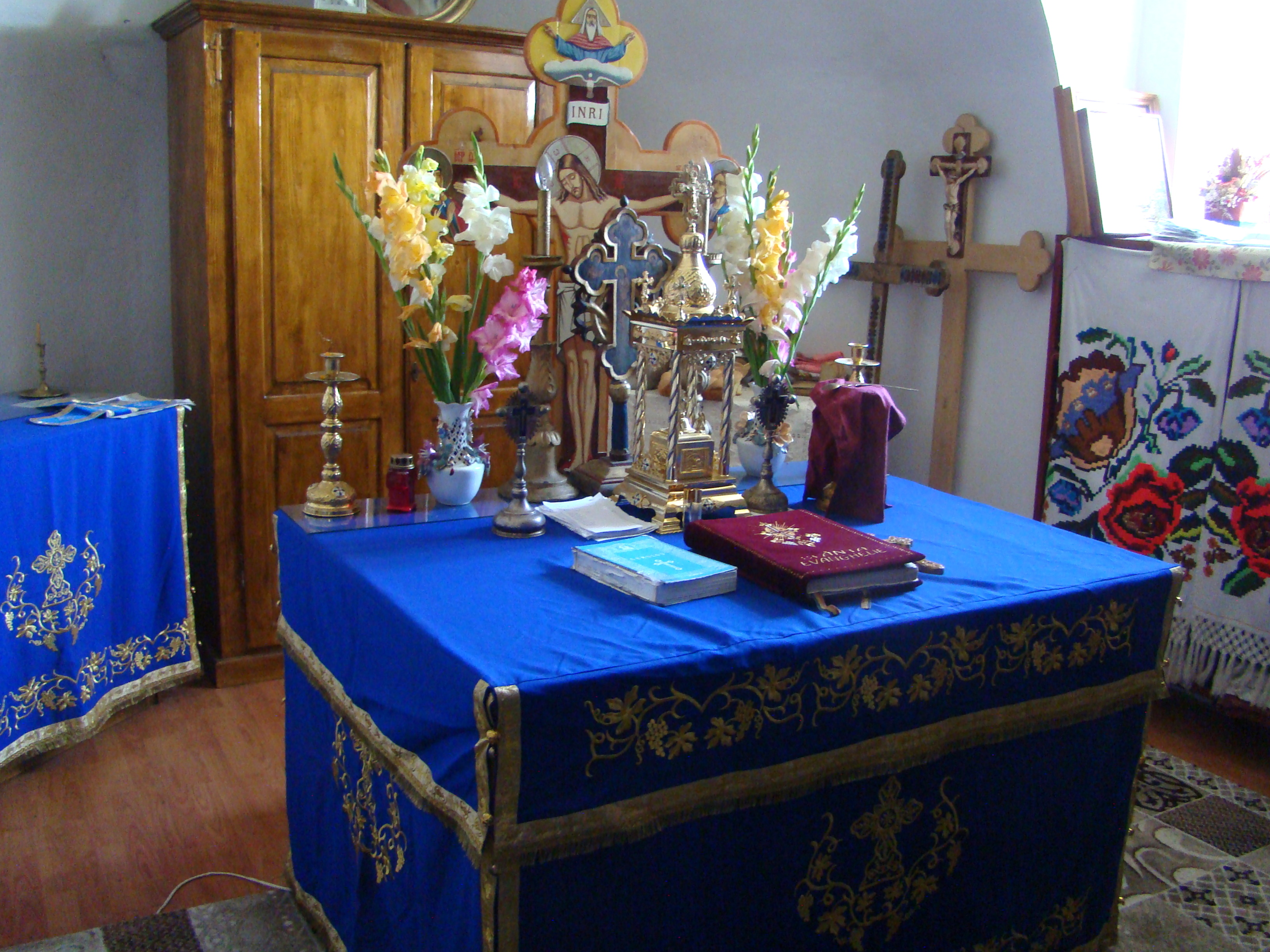
În altar
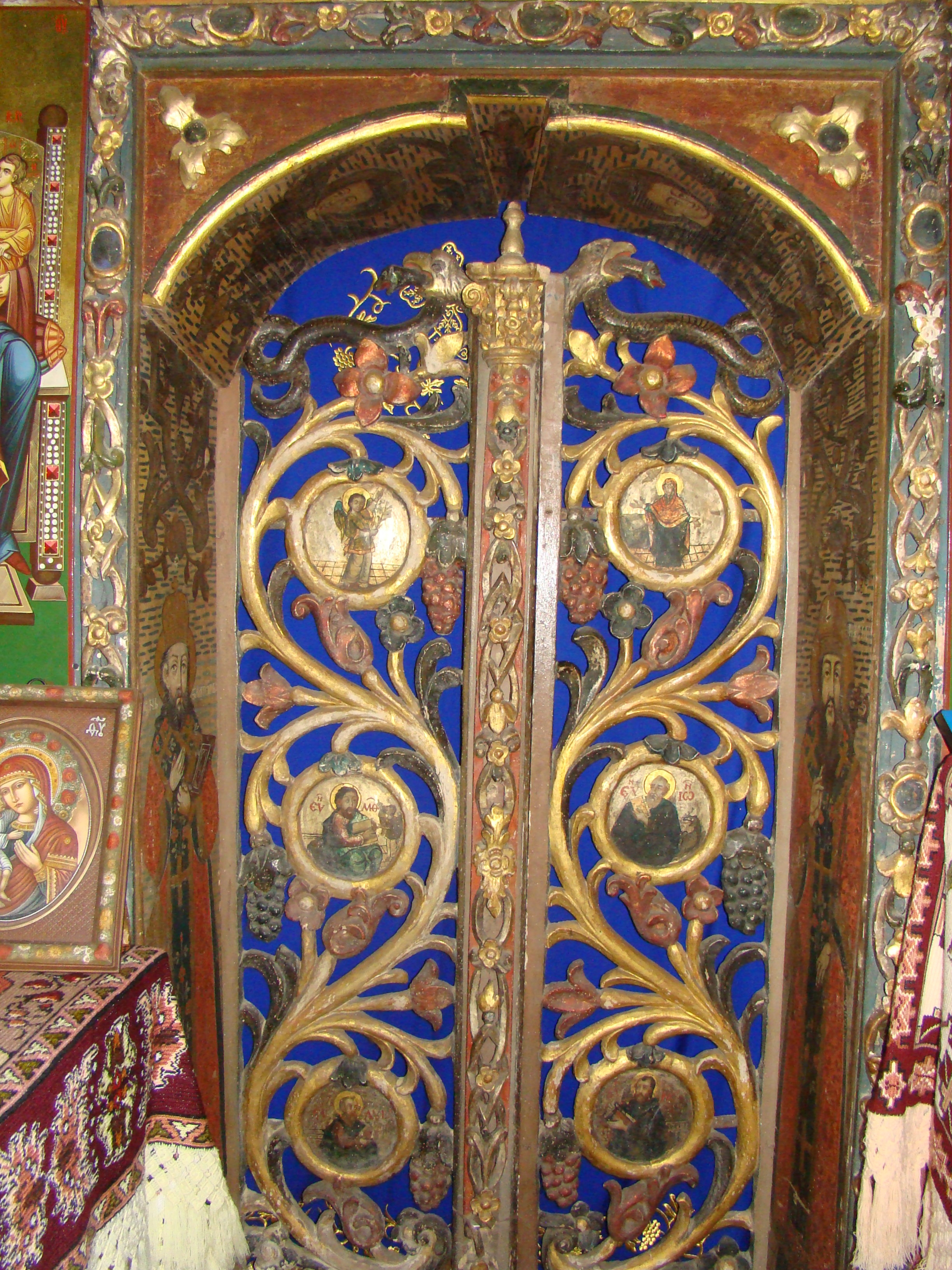
Ușile împărătești
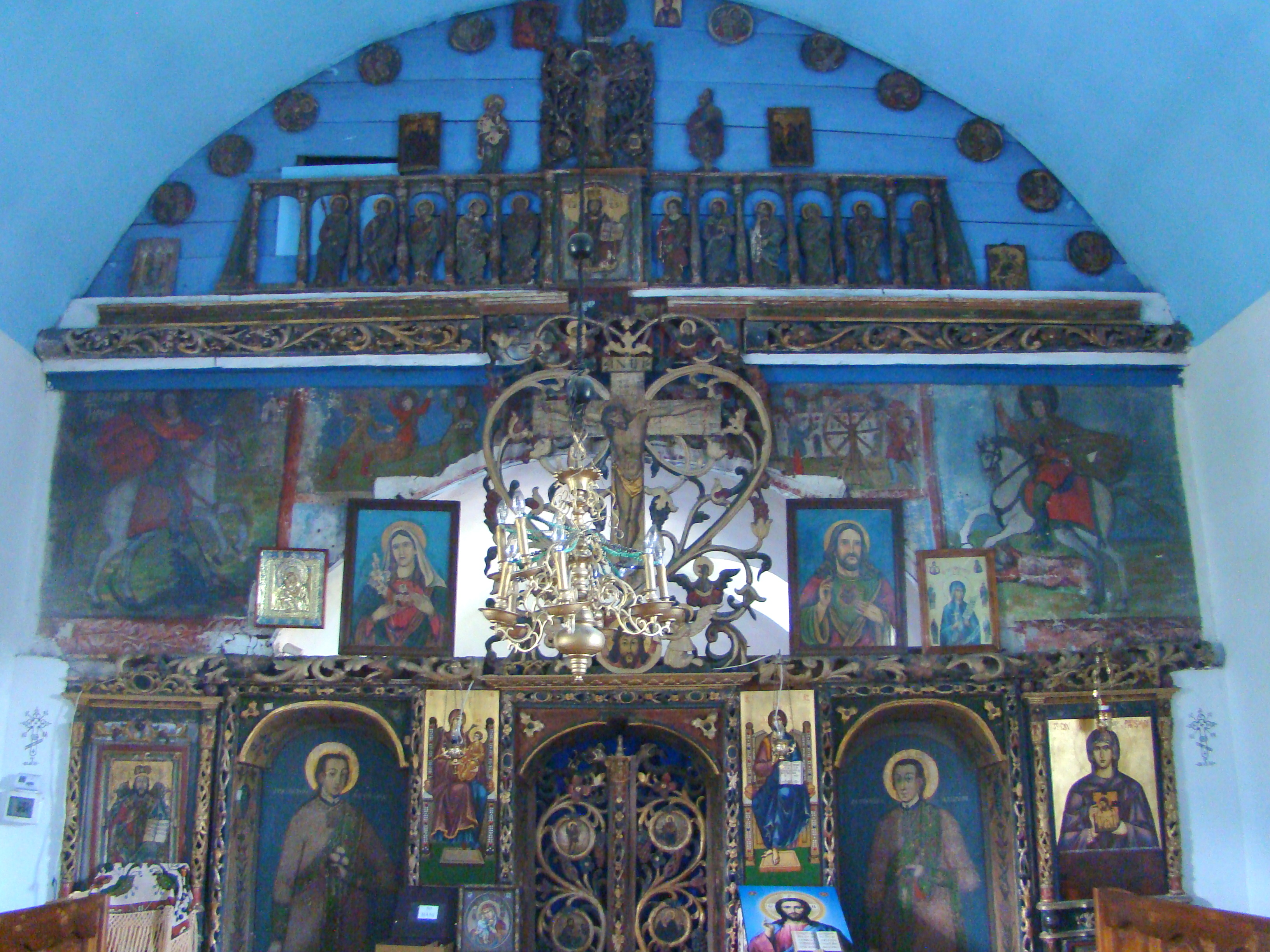
Iconostasul
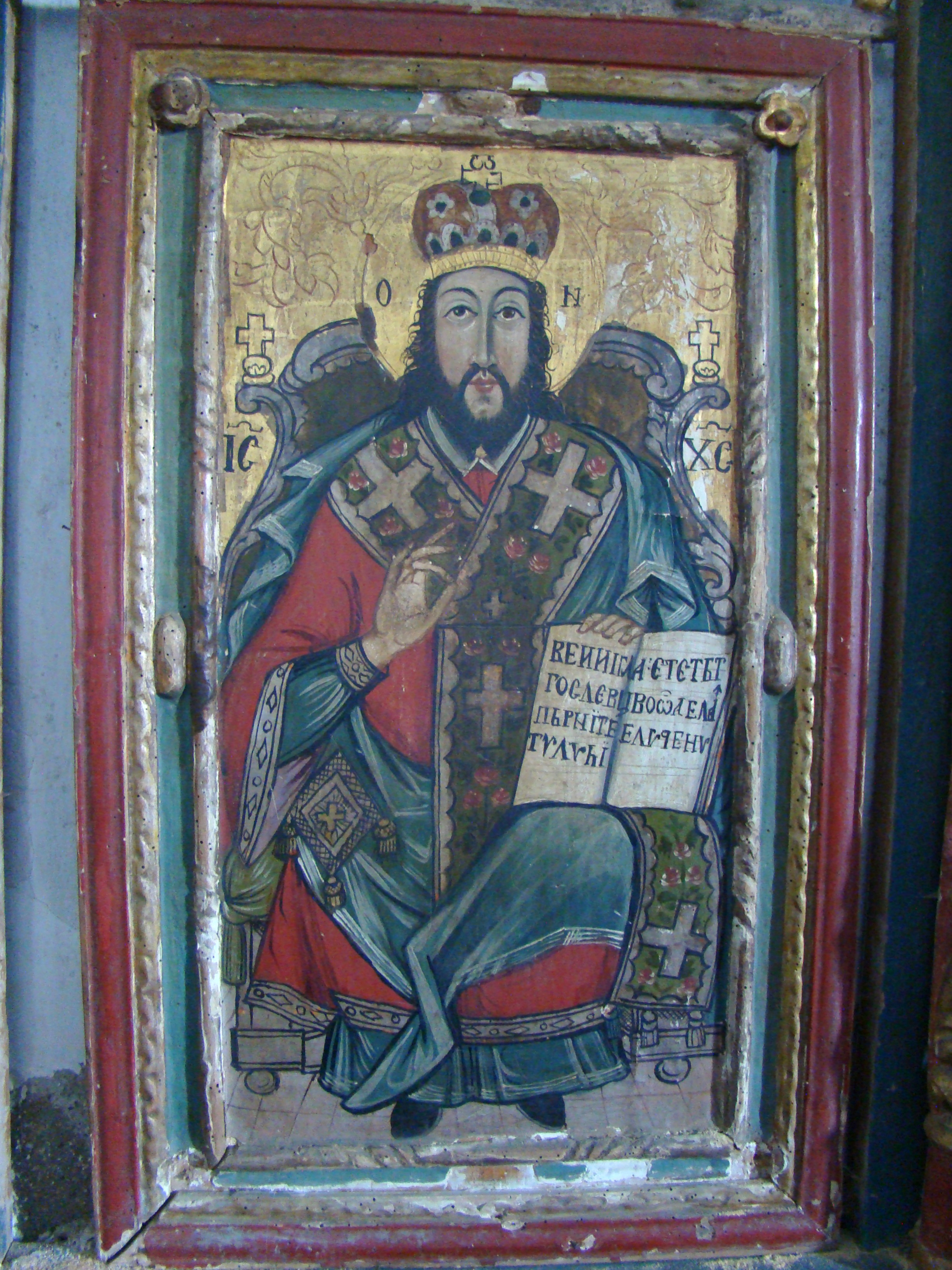
Icoană împărătească
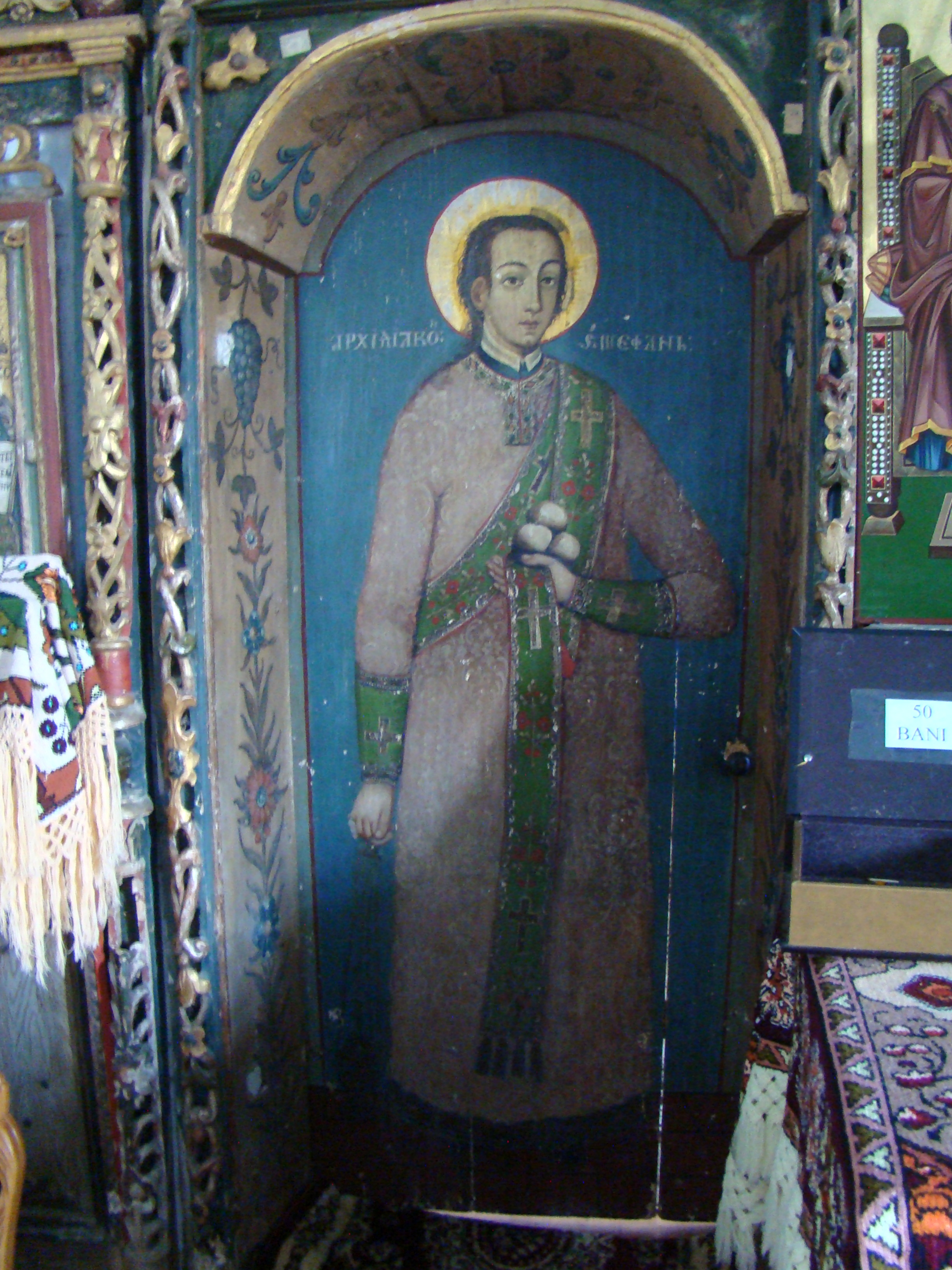
Ușă diaconească
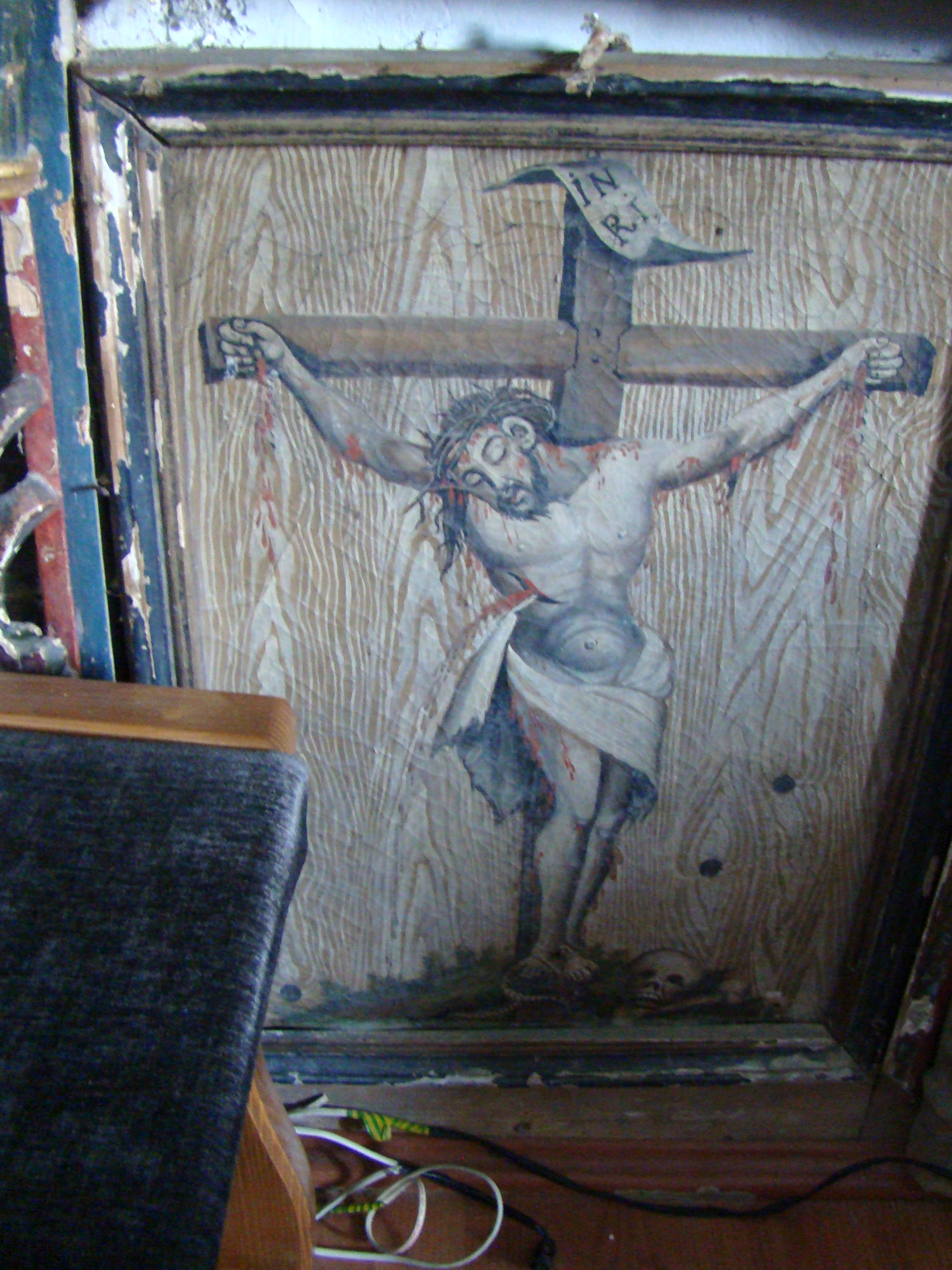
Poală de icoană împărătească
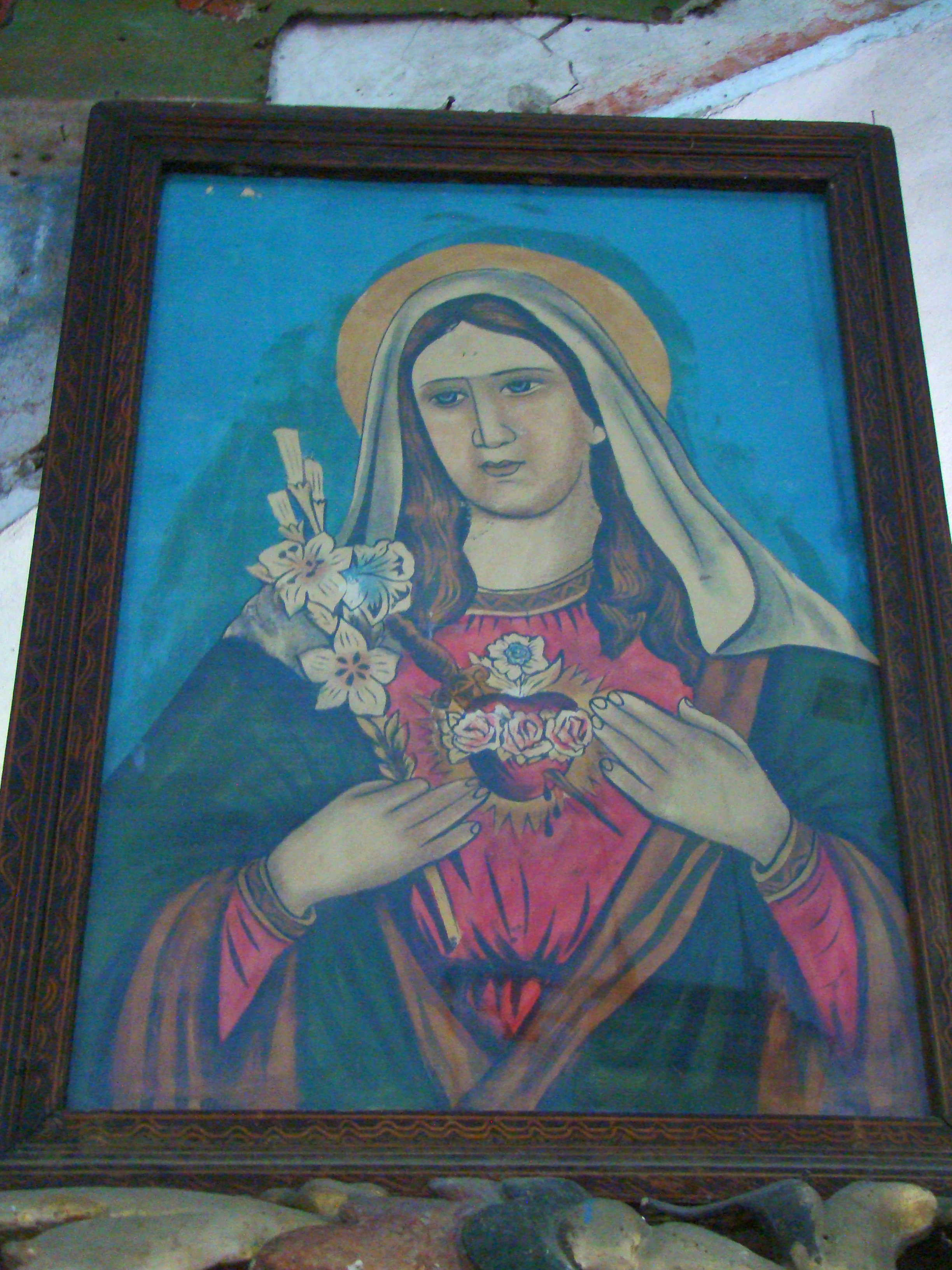
Maica Domnului
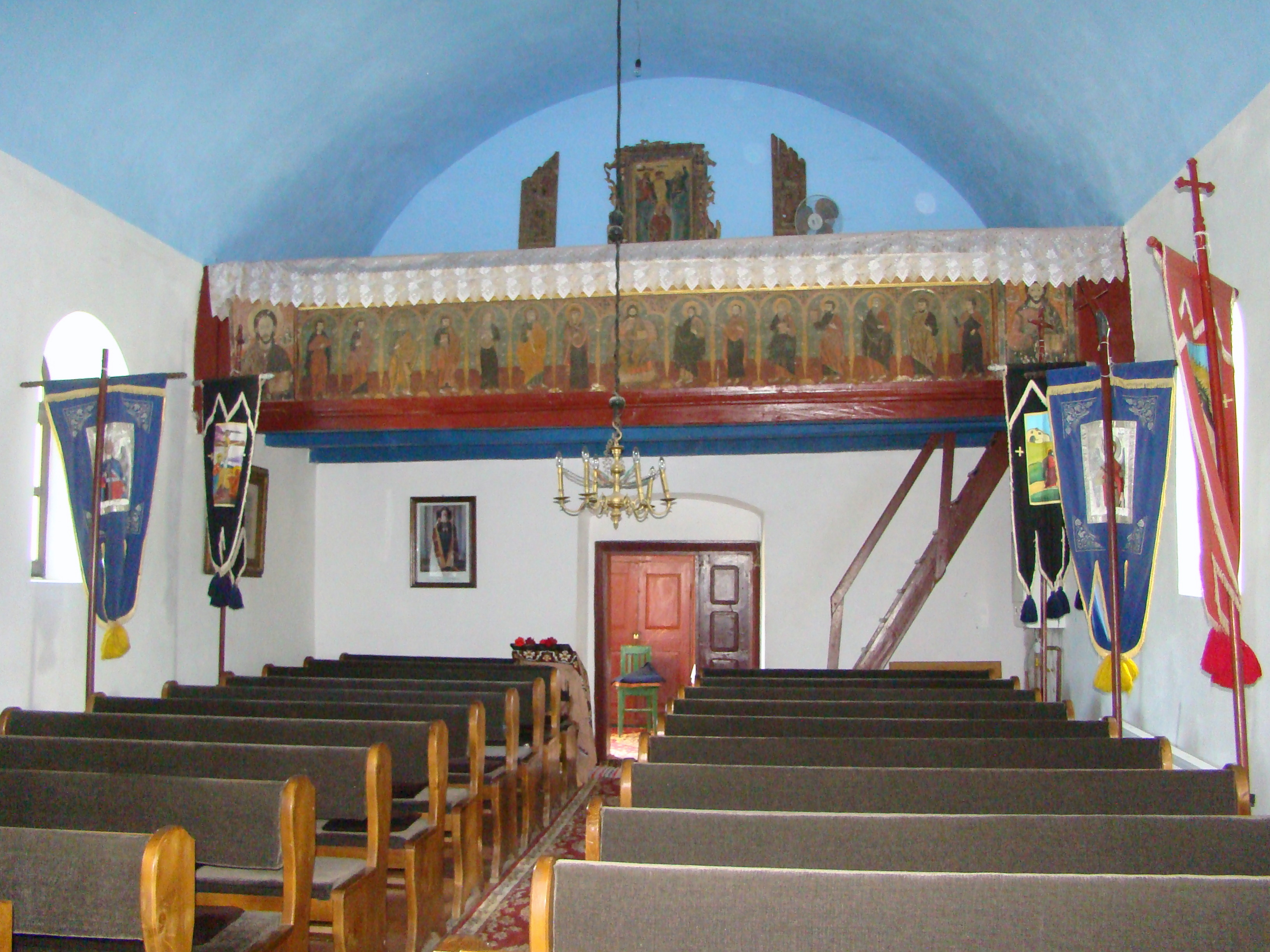
Nava spre ieșire
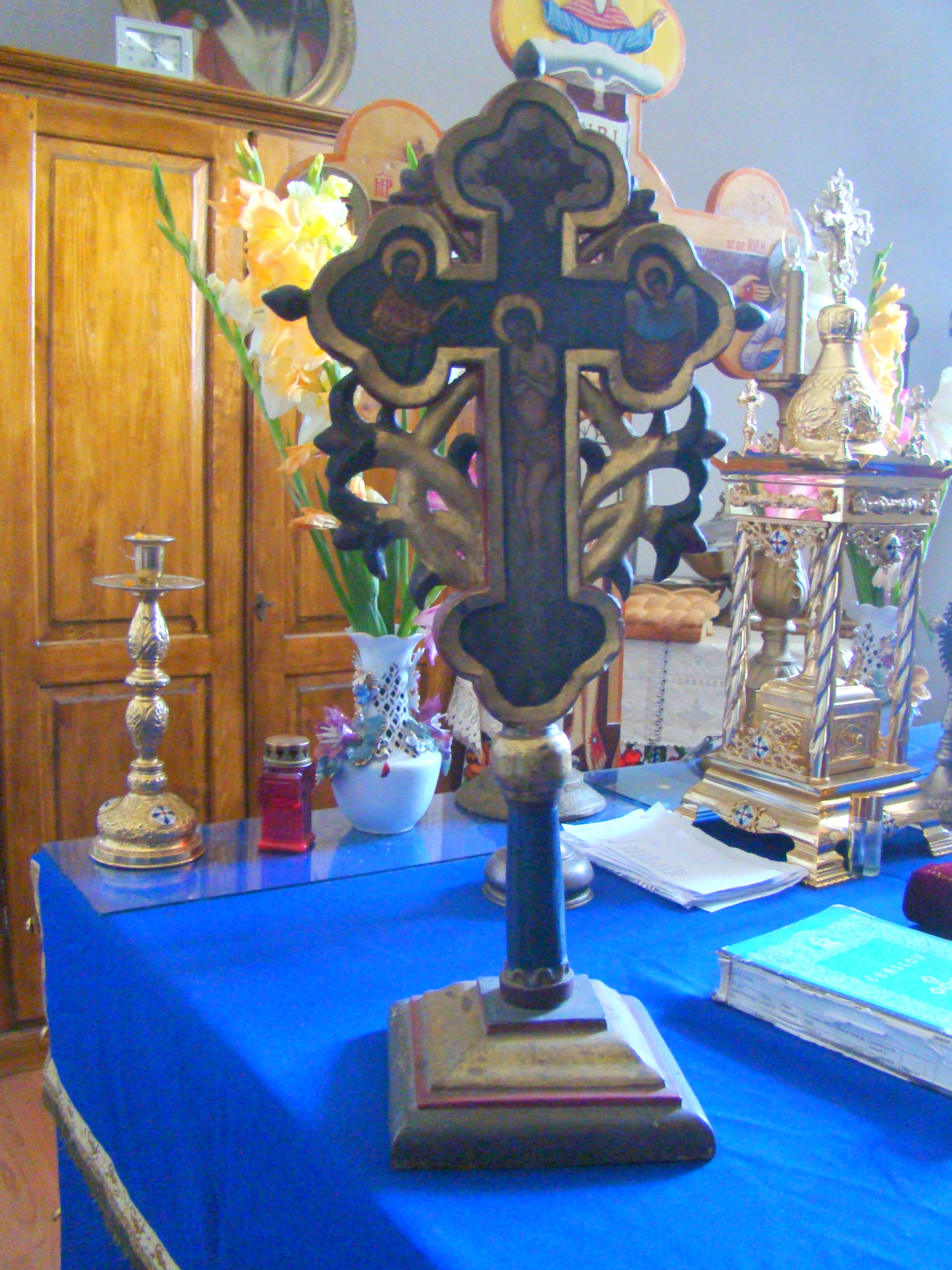
Cruce de mână pictată
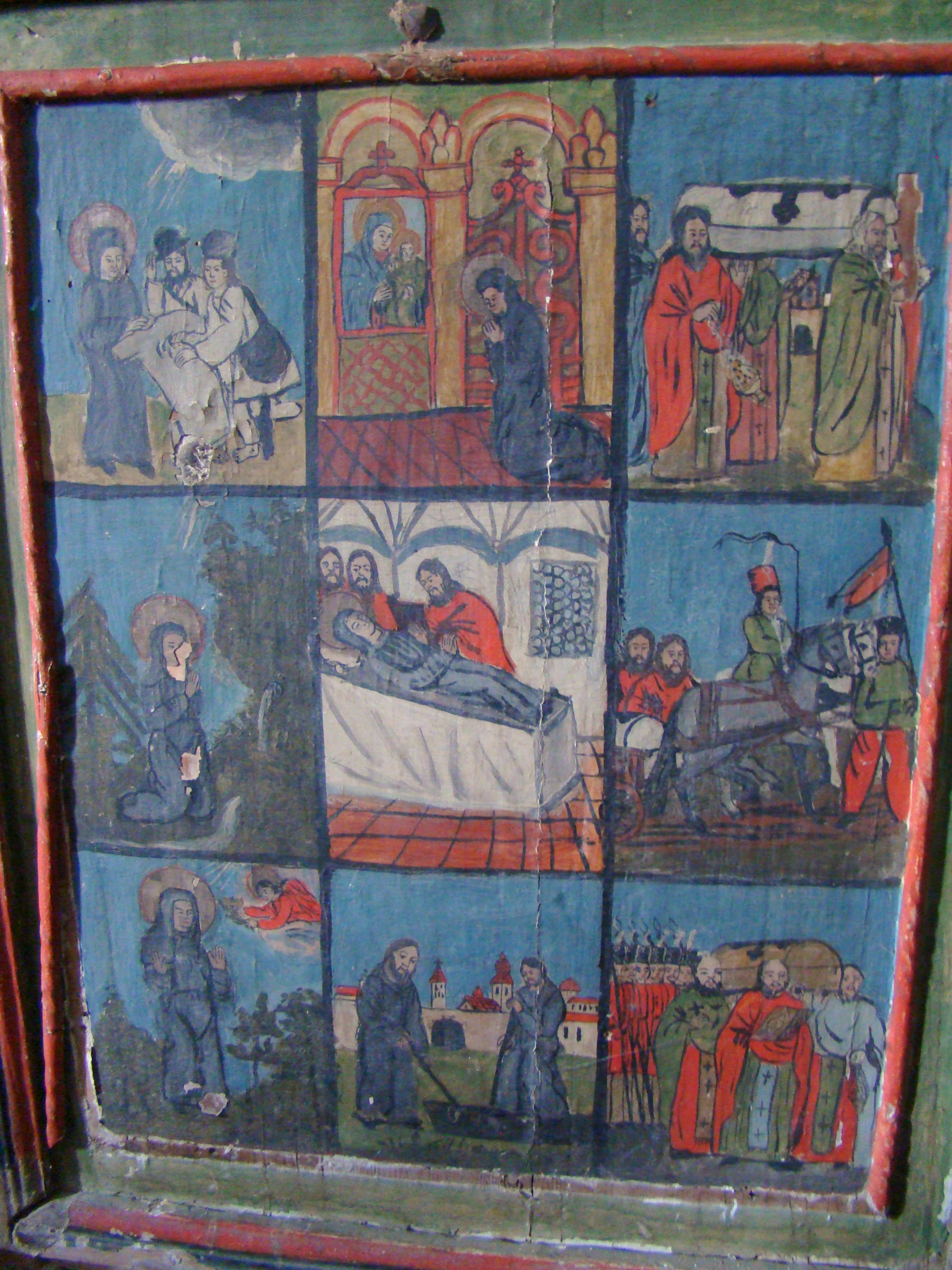
Icoană prăznicar
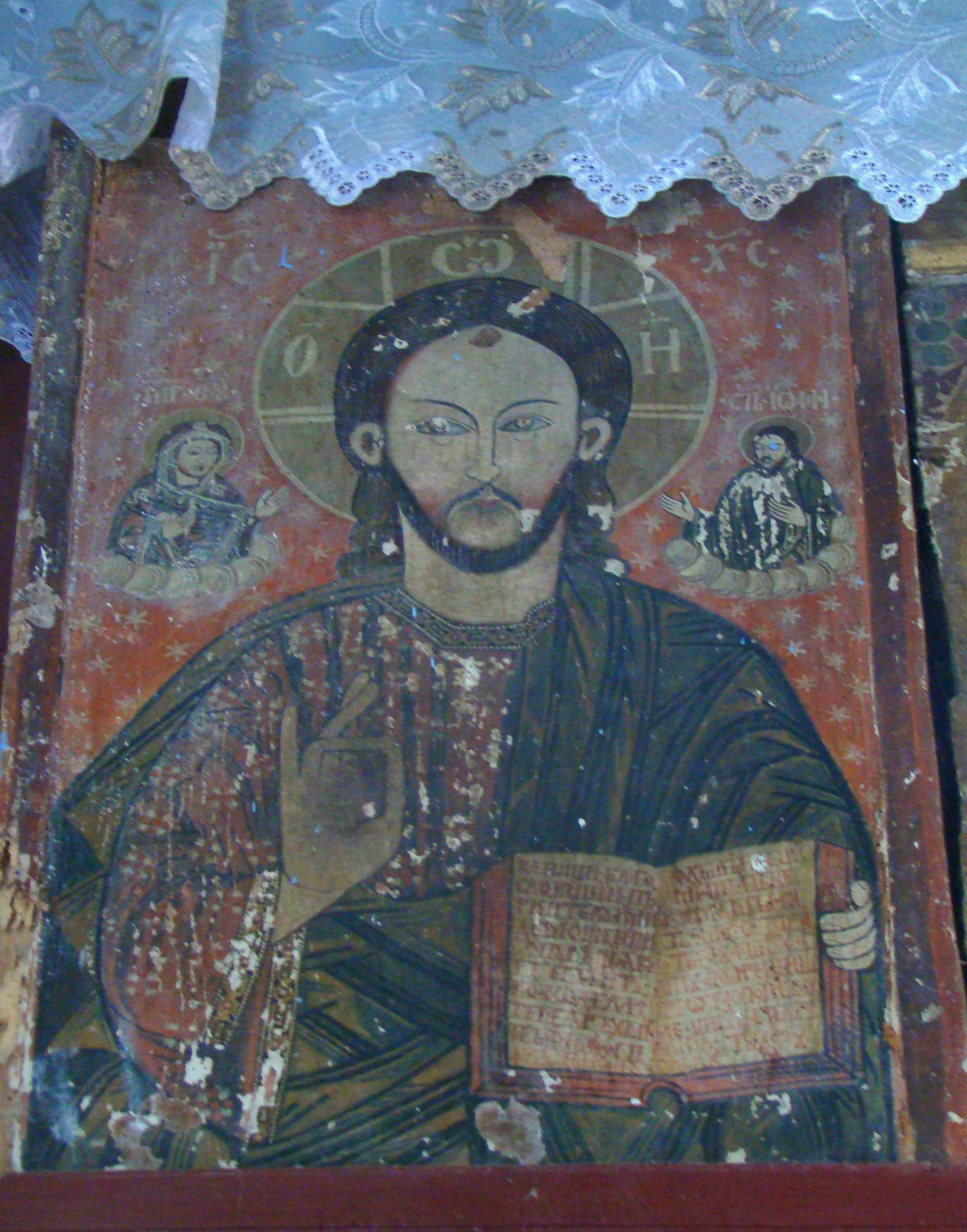
Icoană pe lemn „Deisis”
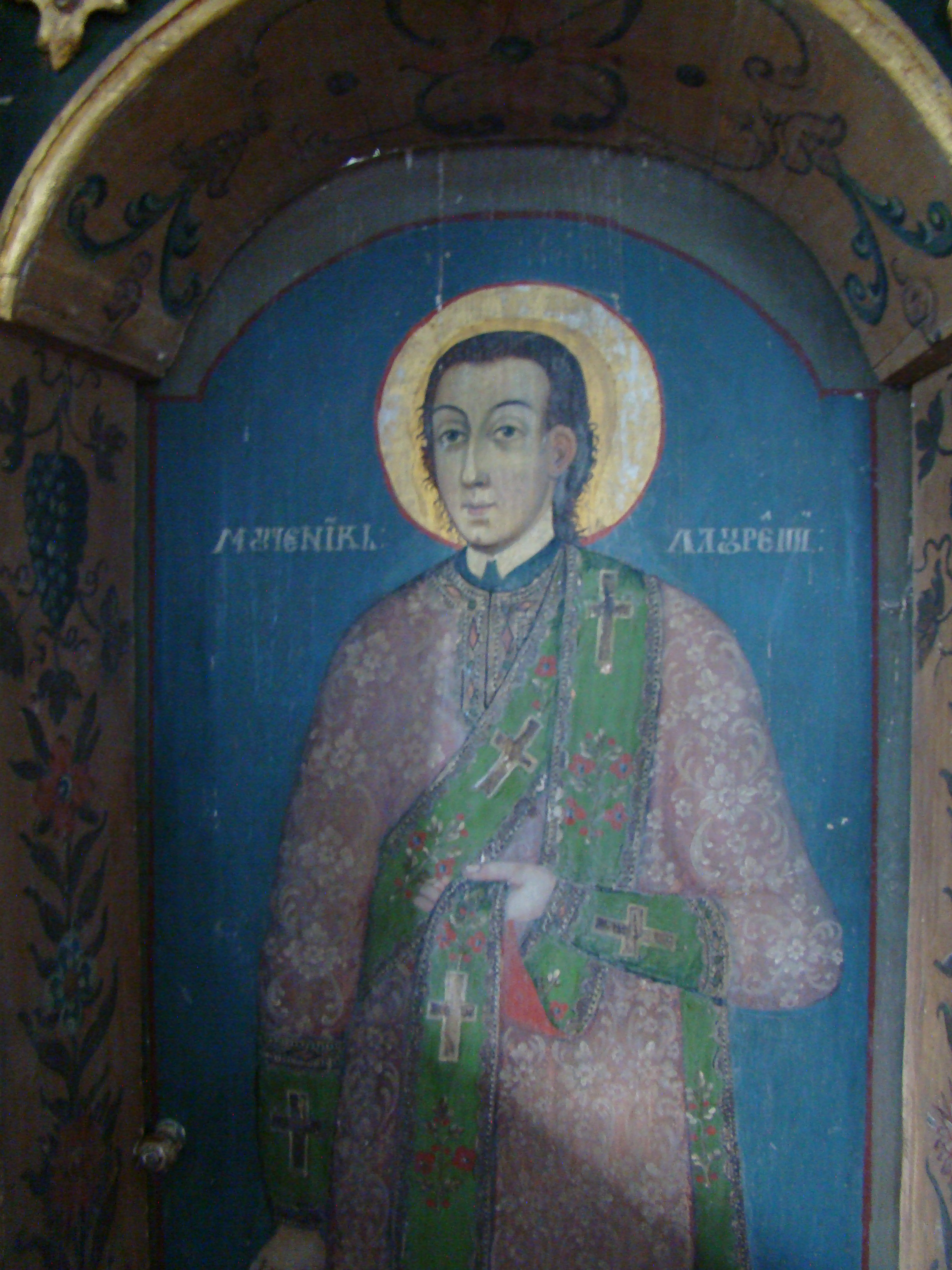
Ușă diaconească (detaliu)
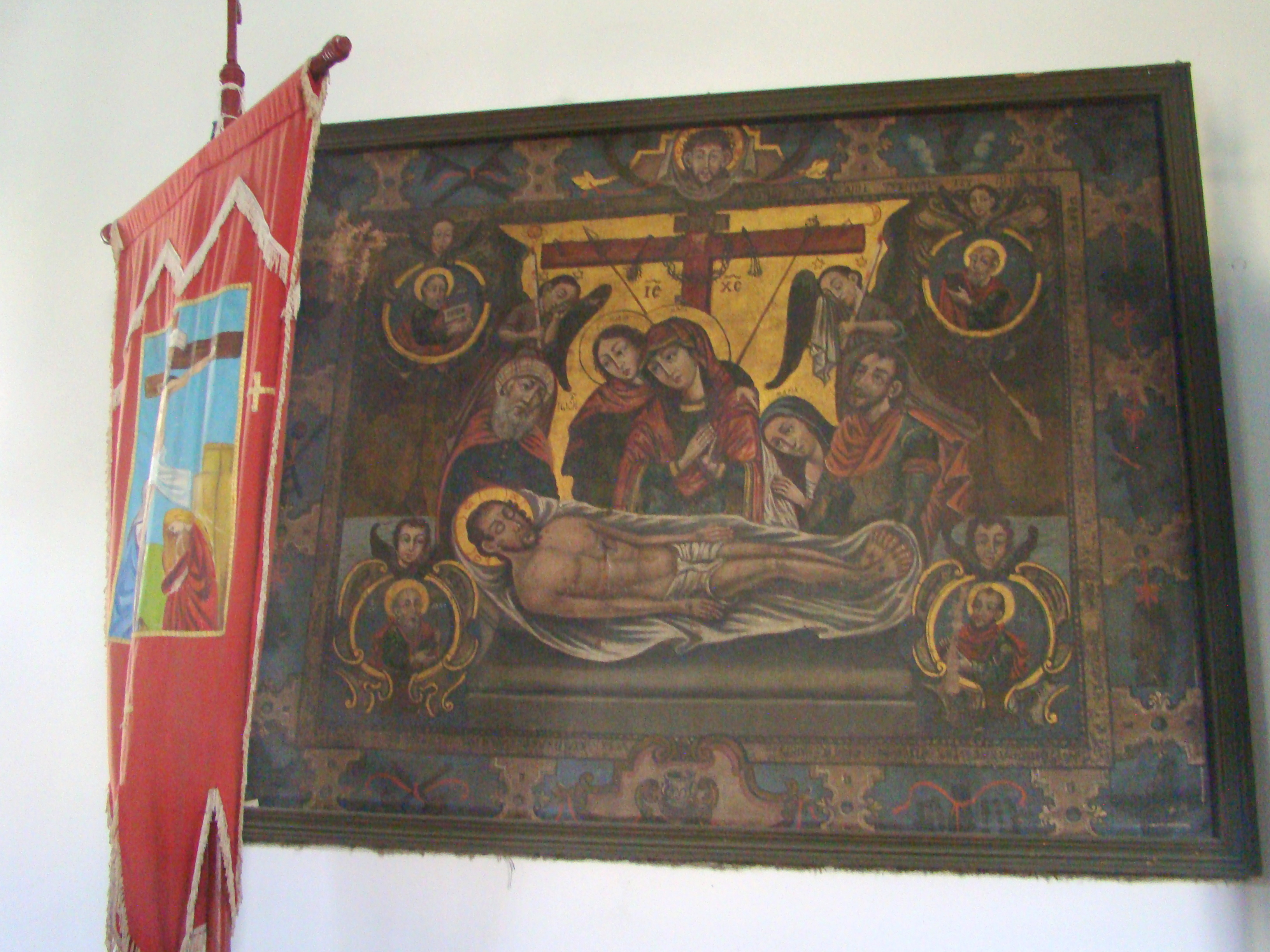
Epitaf
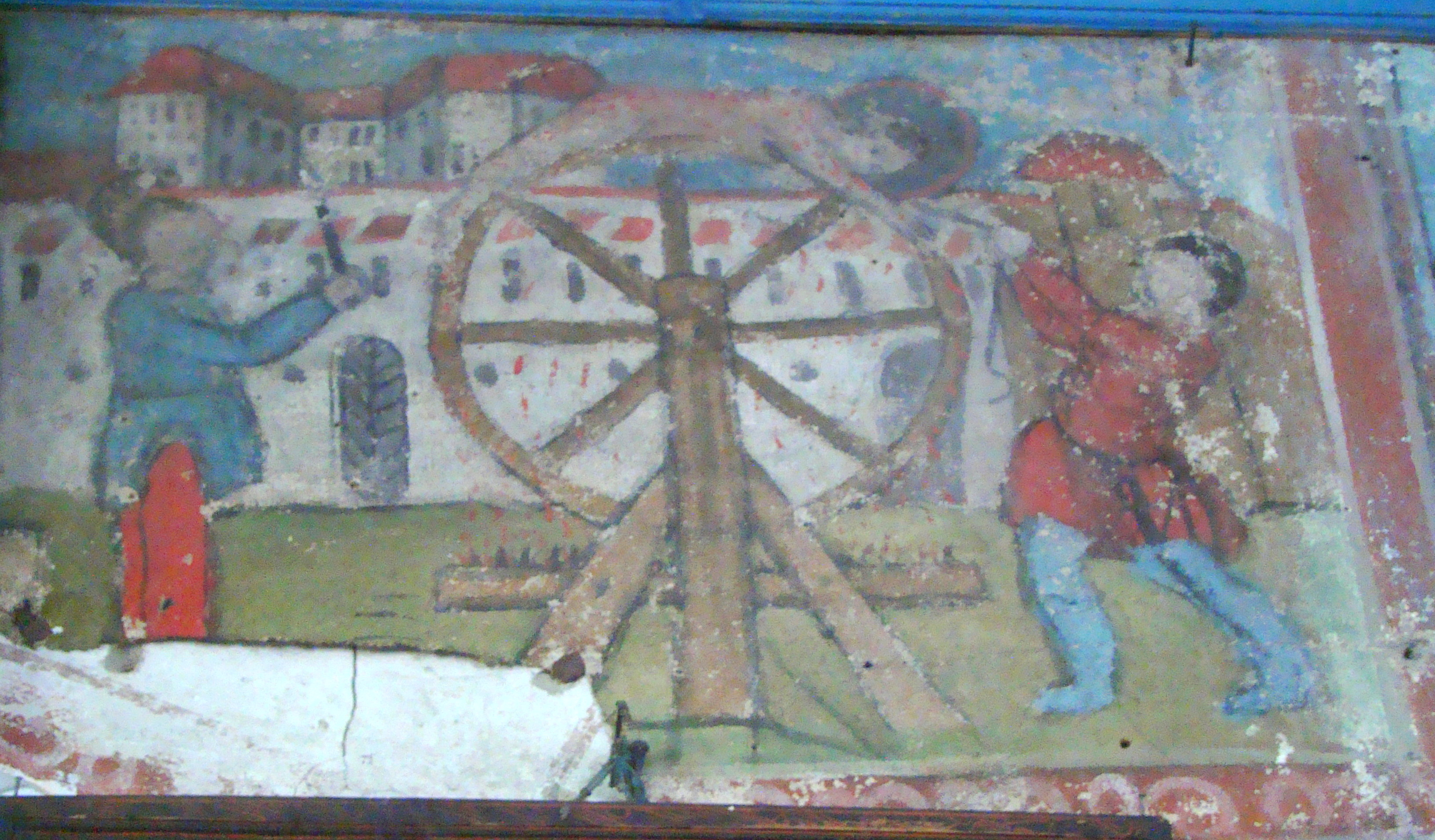
Scena tragerii pe roată
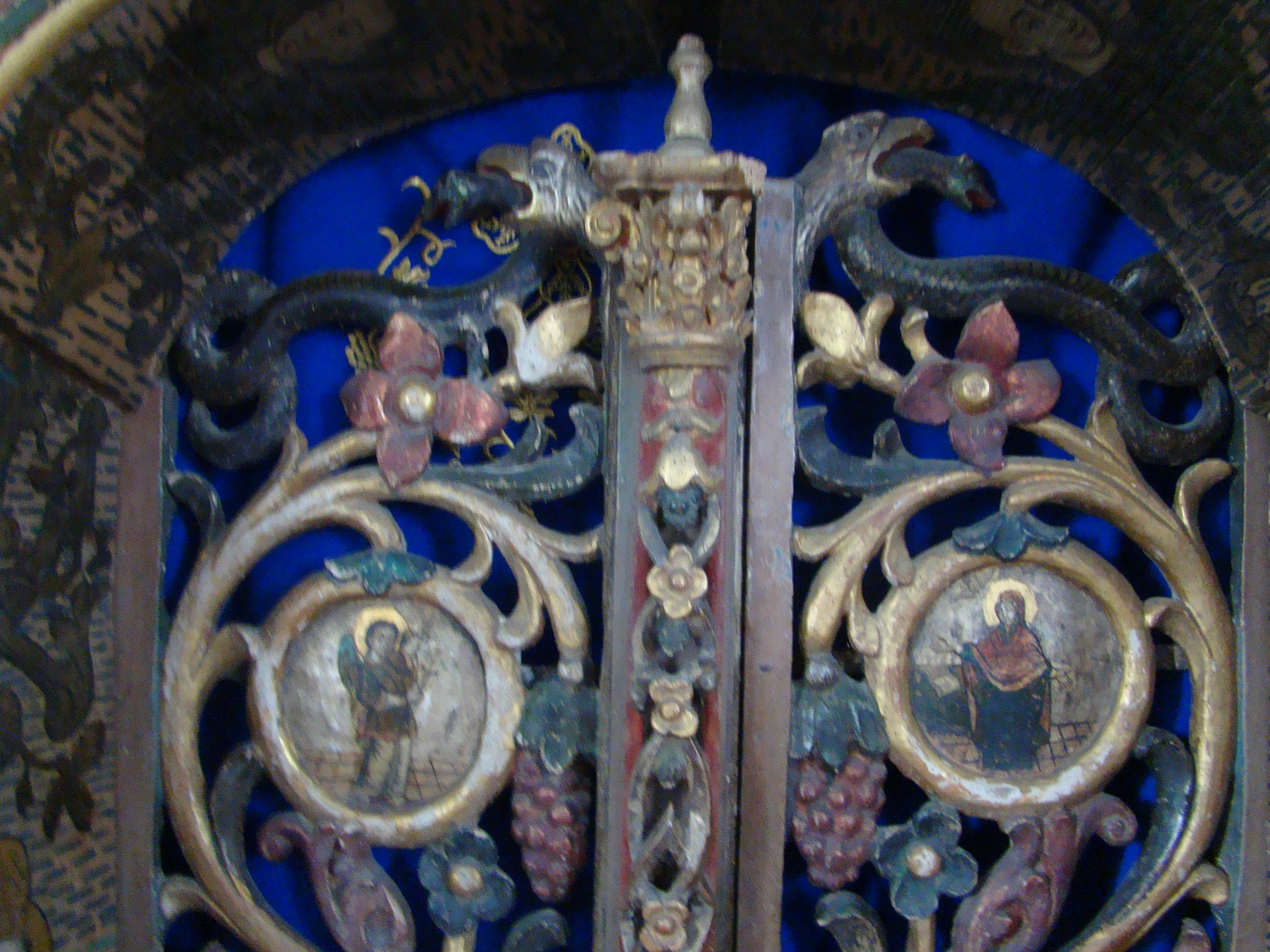
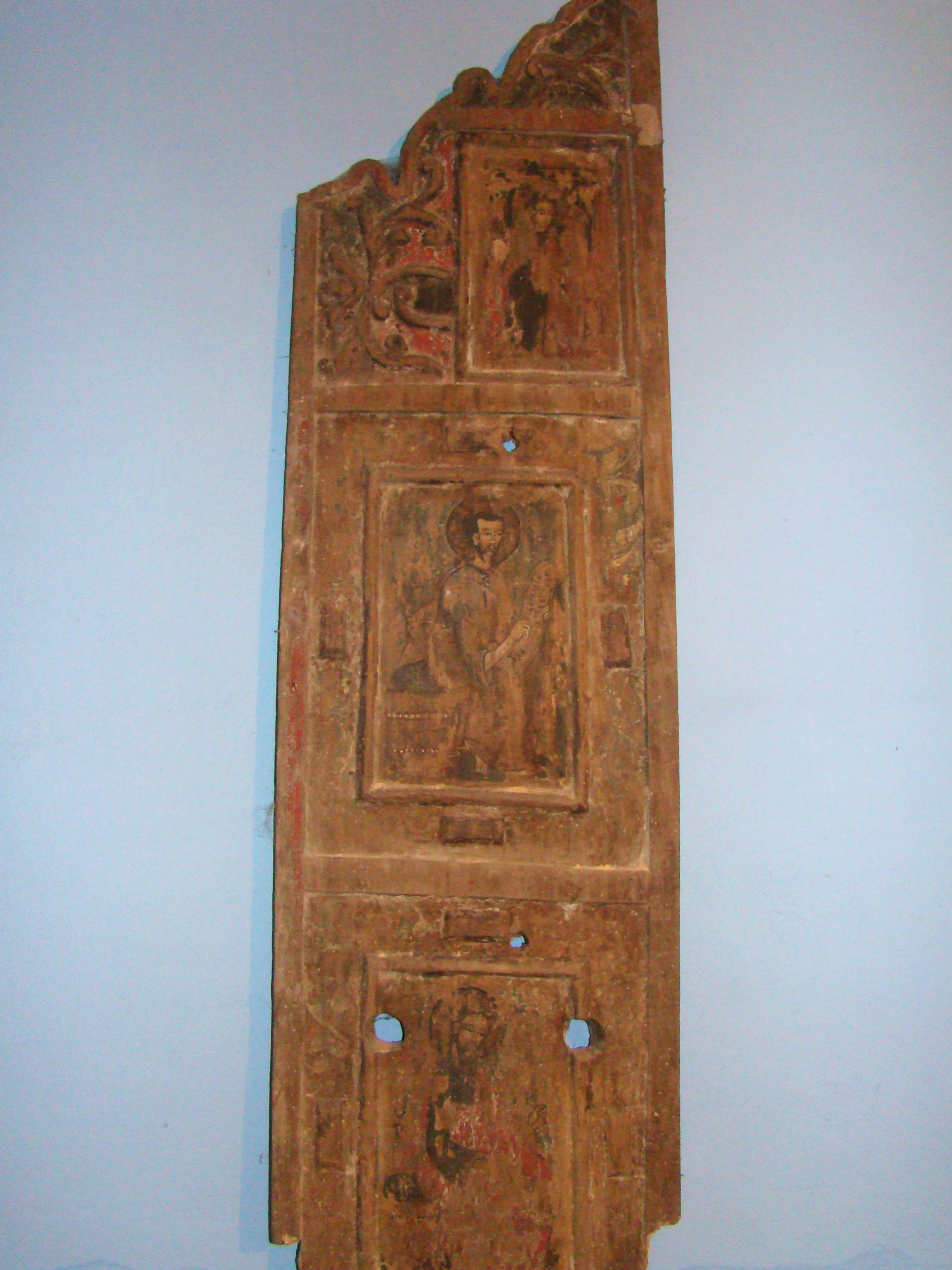
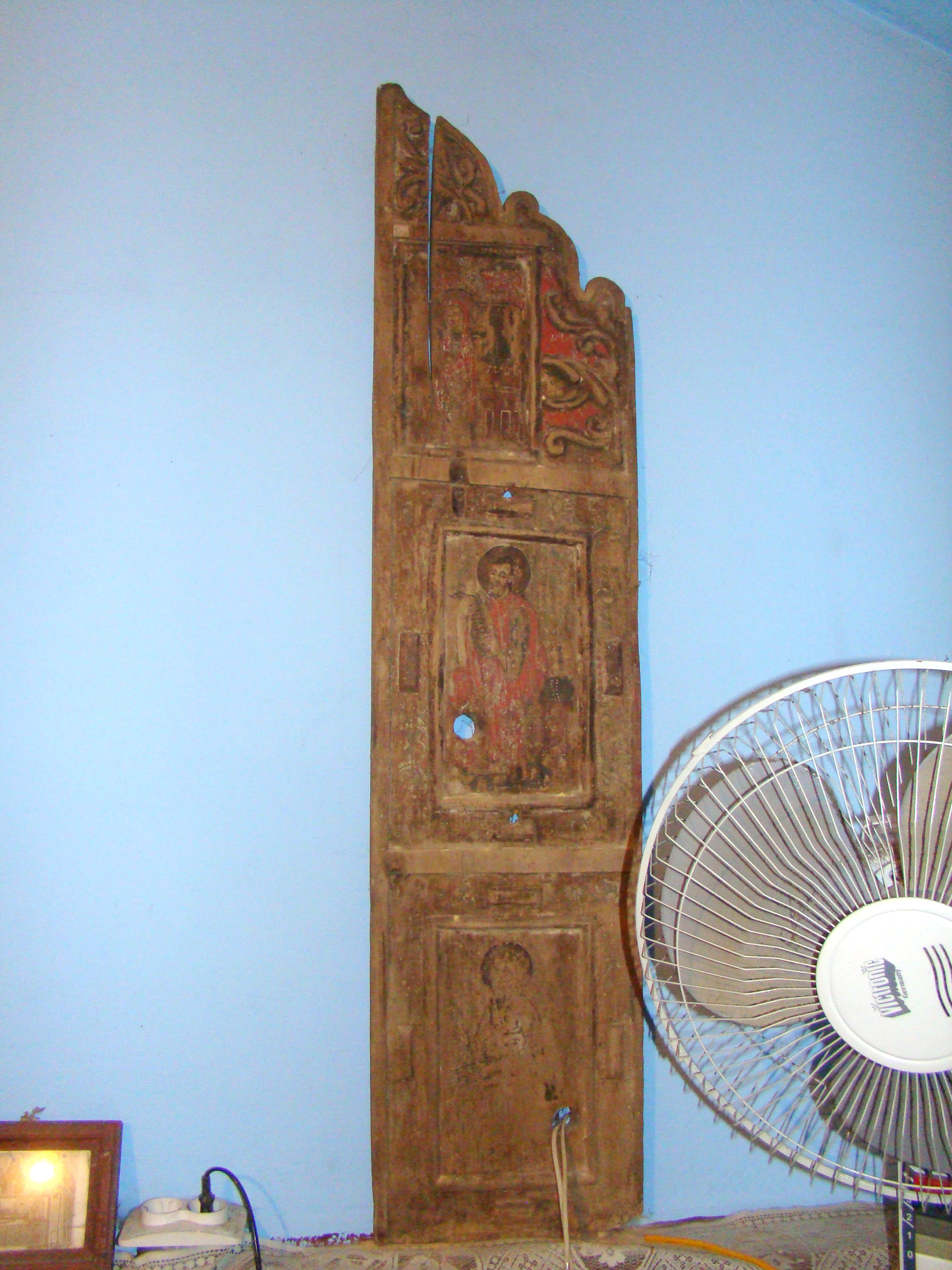
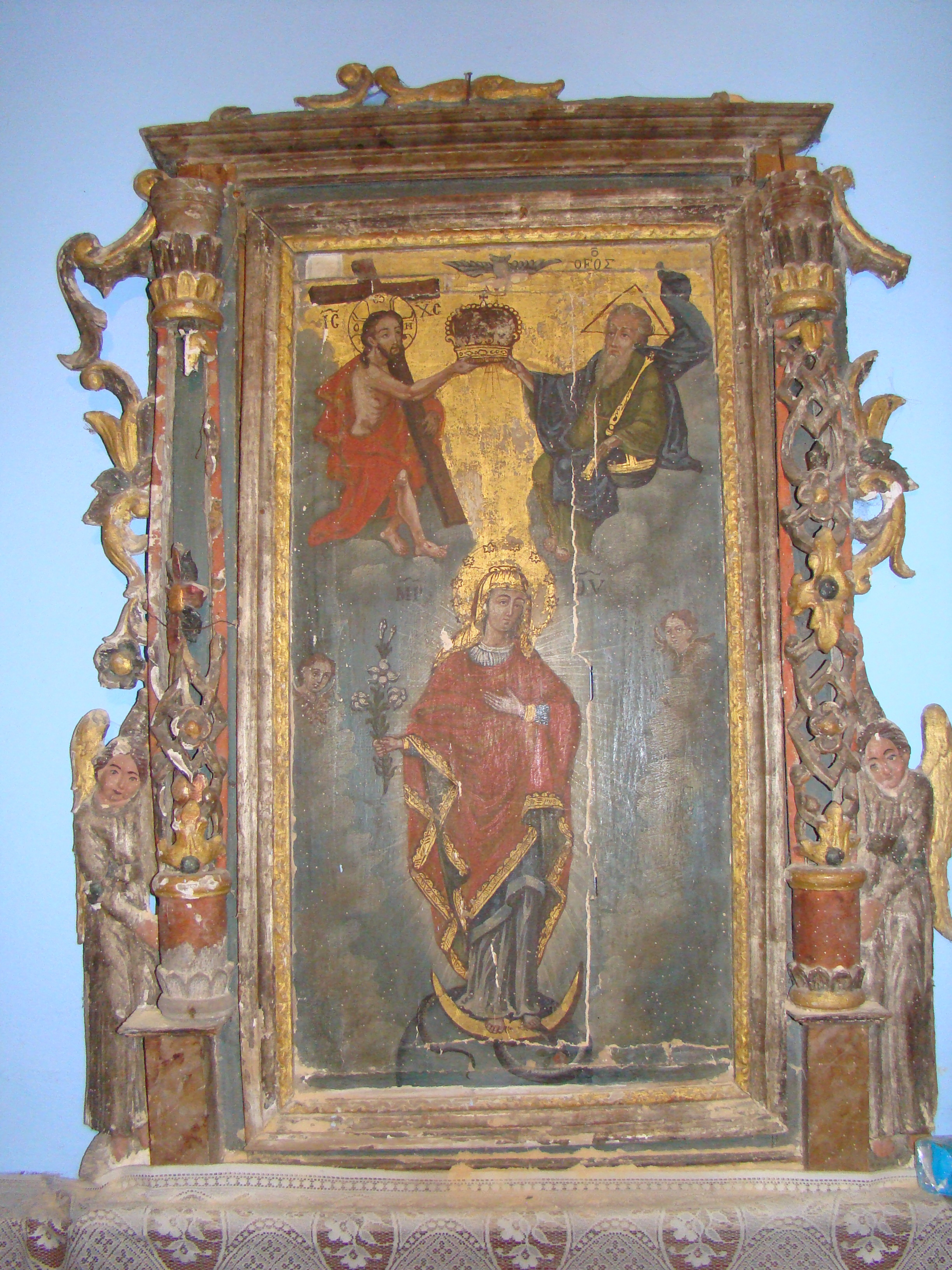
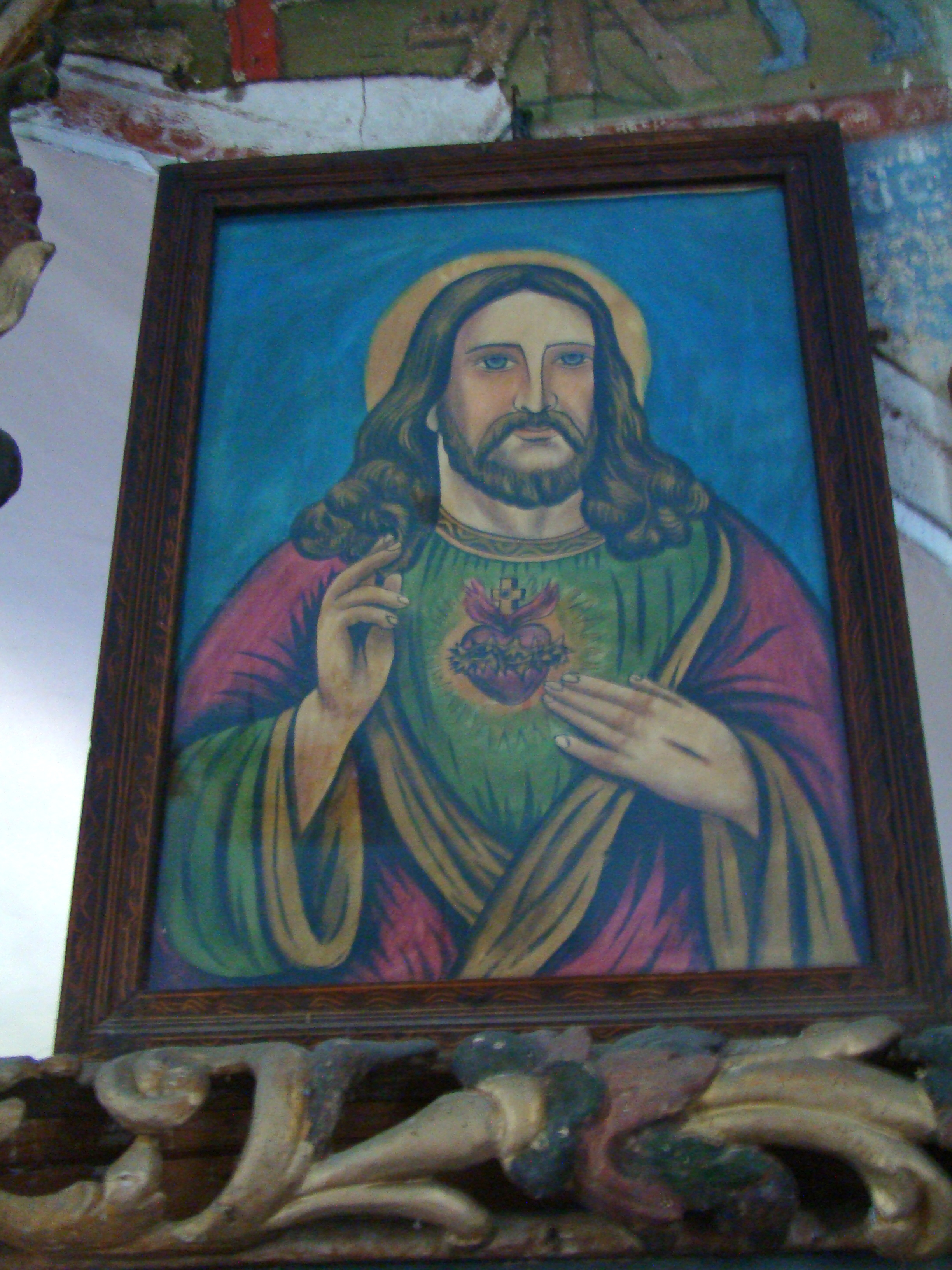
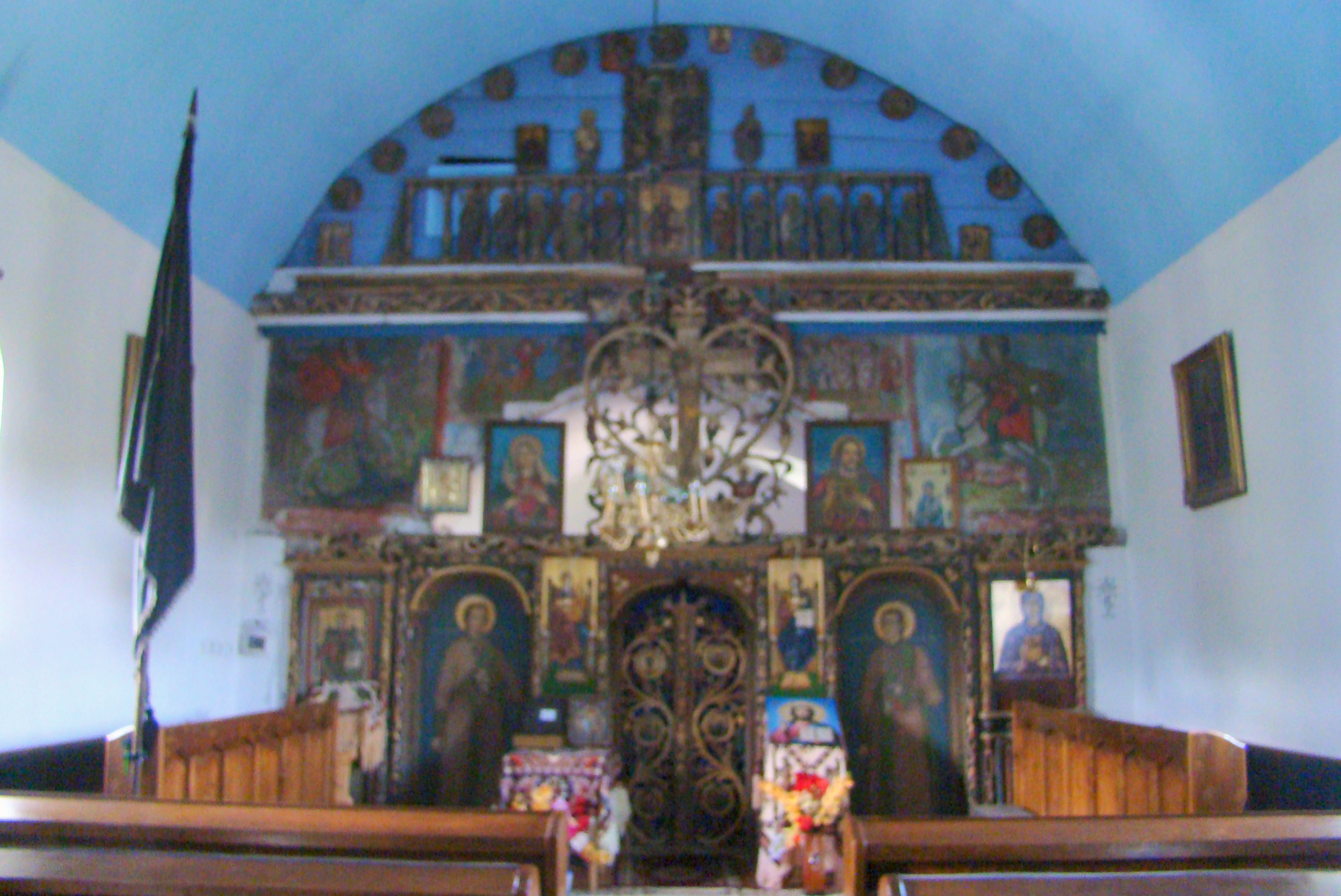
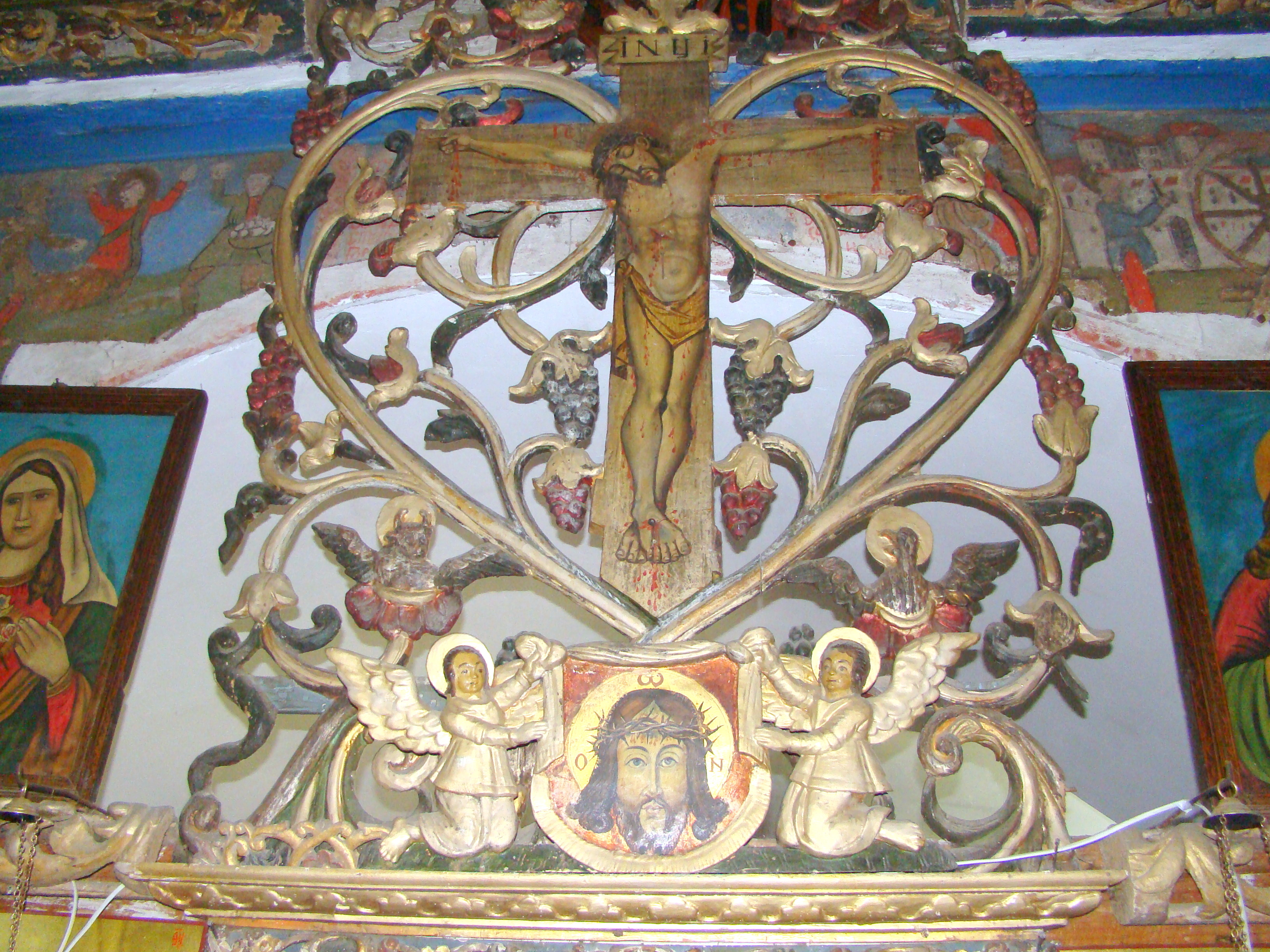
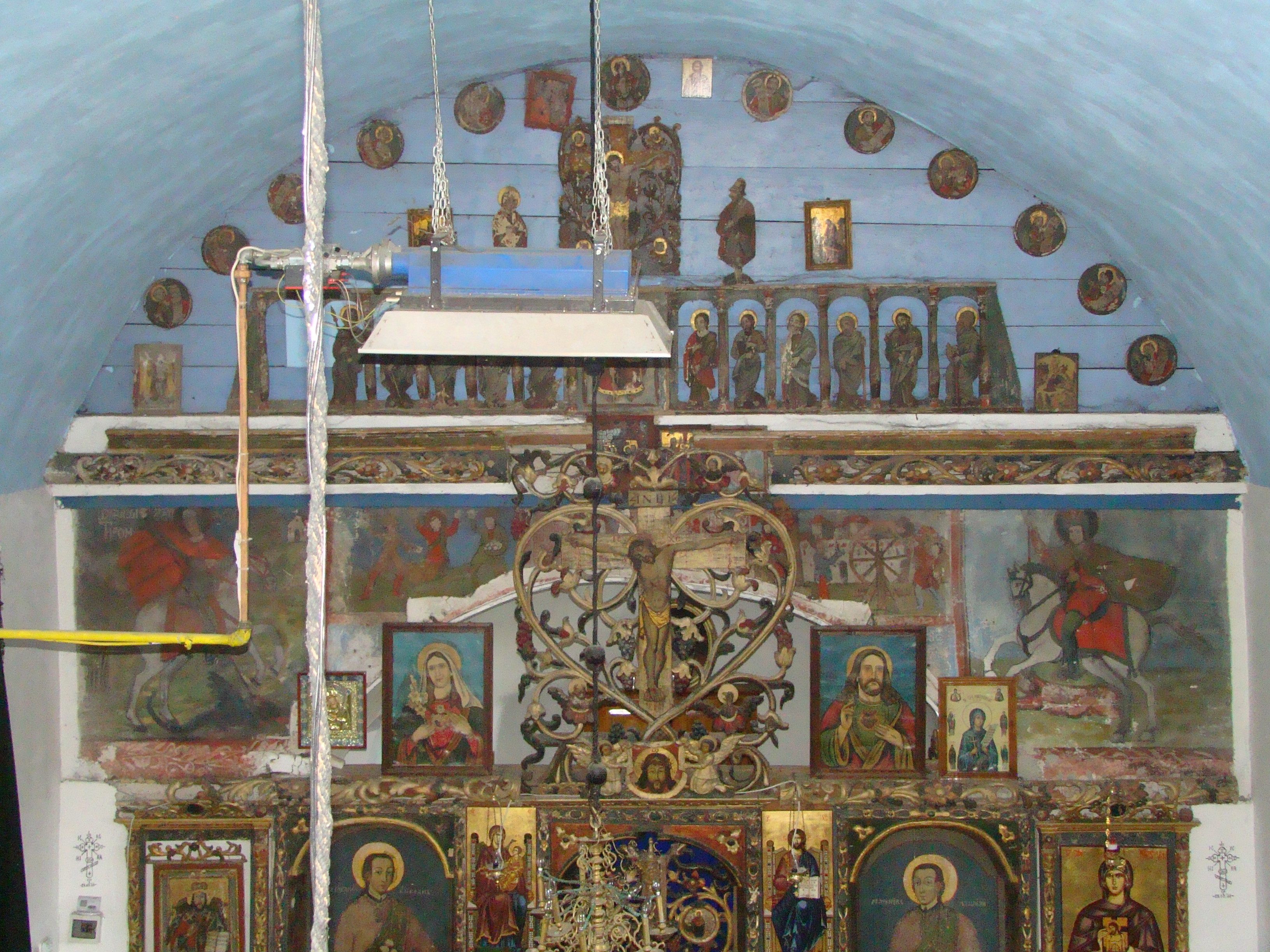
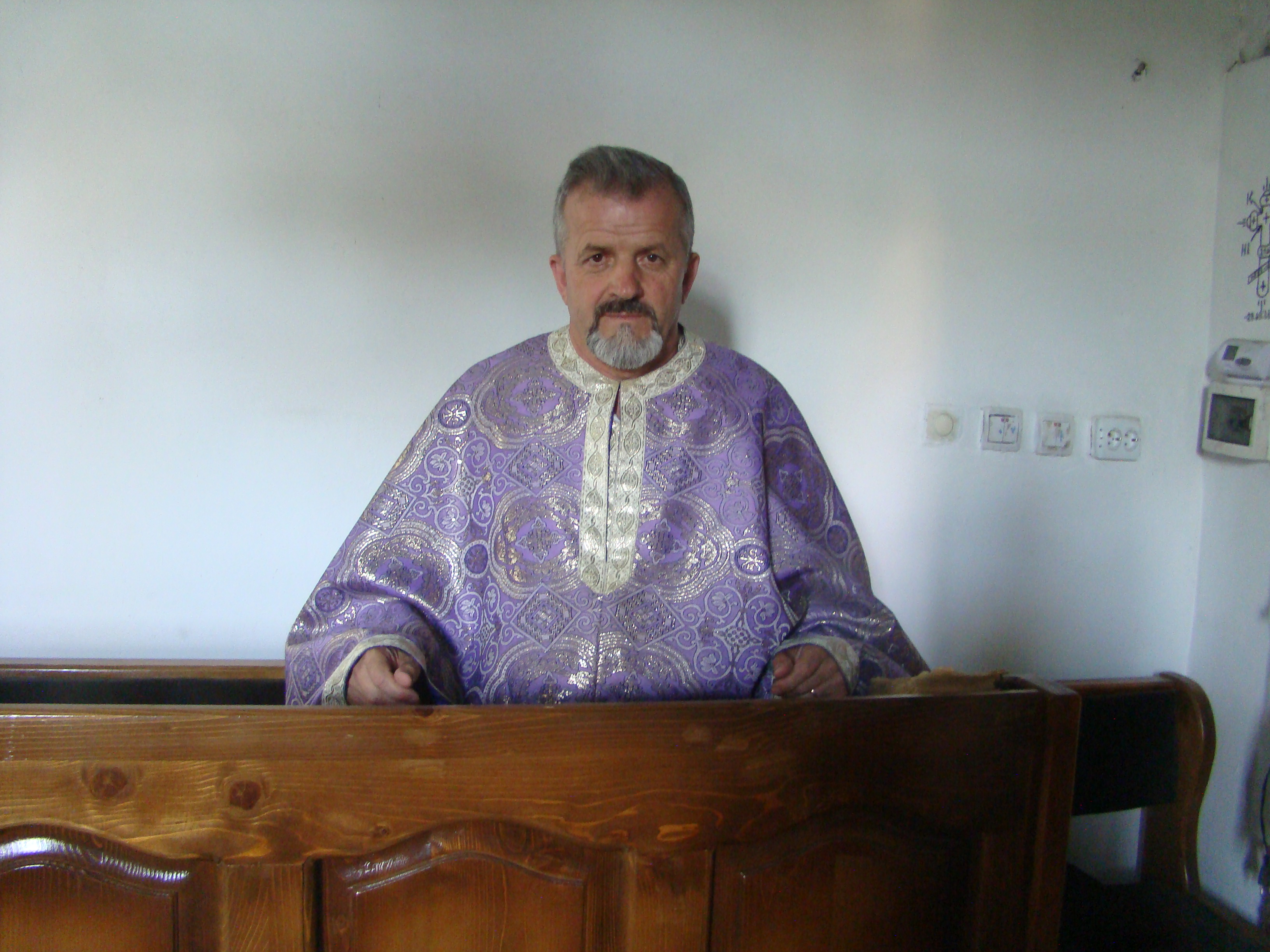
Preotul bisericii „Sfânta Cuvioasă Paraschiva” din satul Maieru, Pr. Ioan Lăpuște
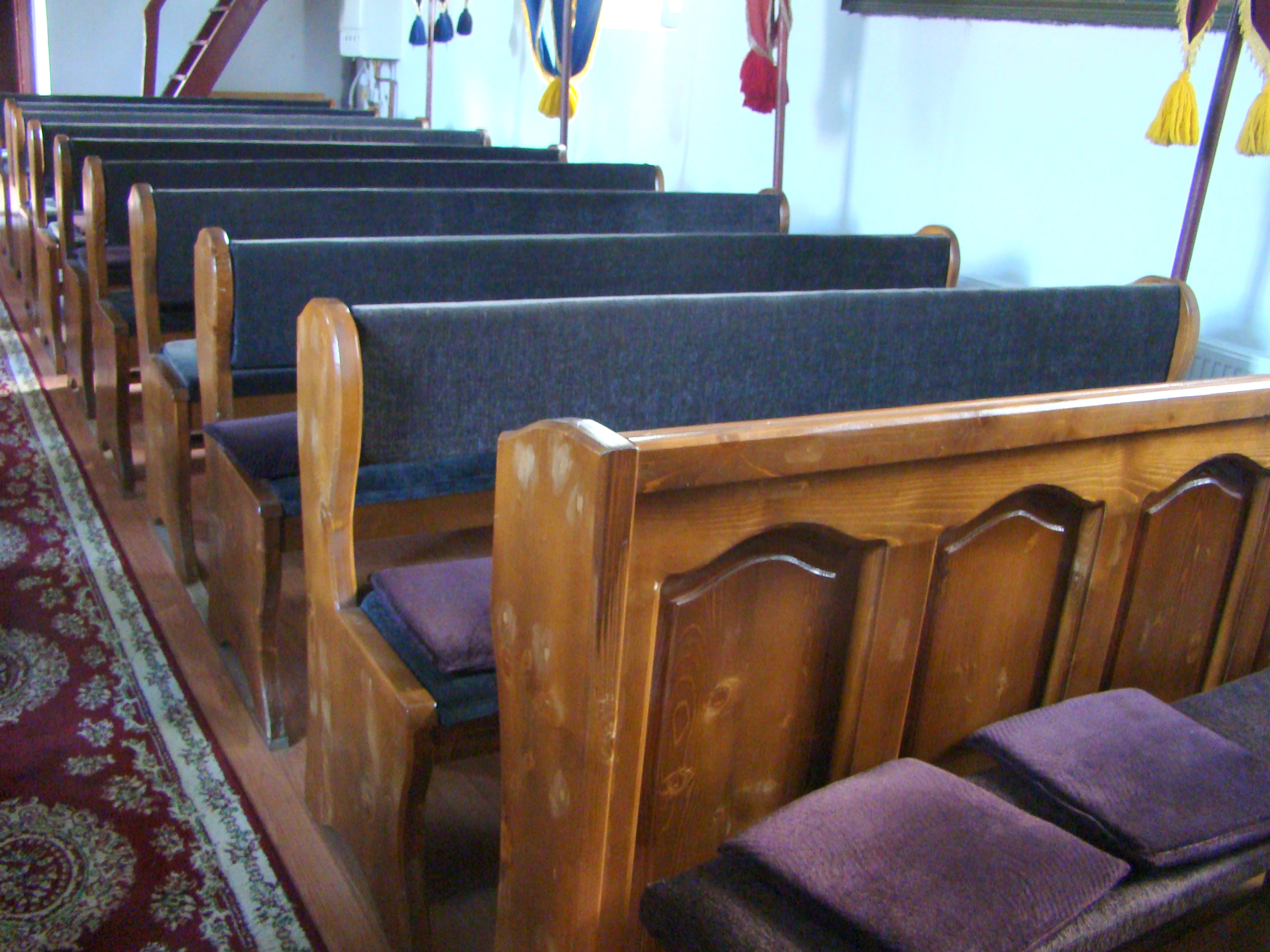
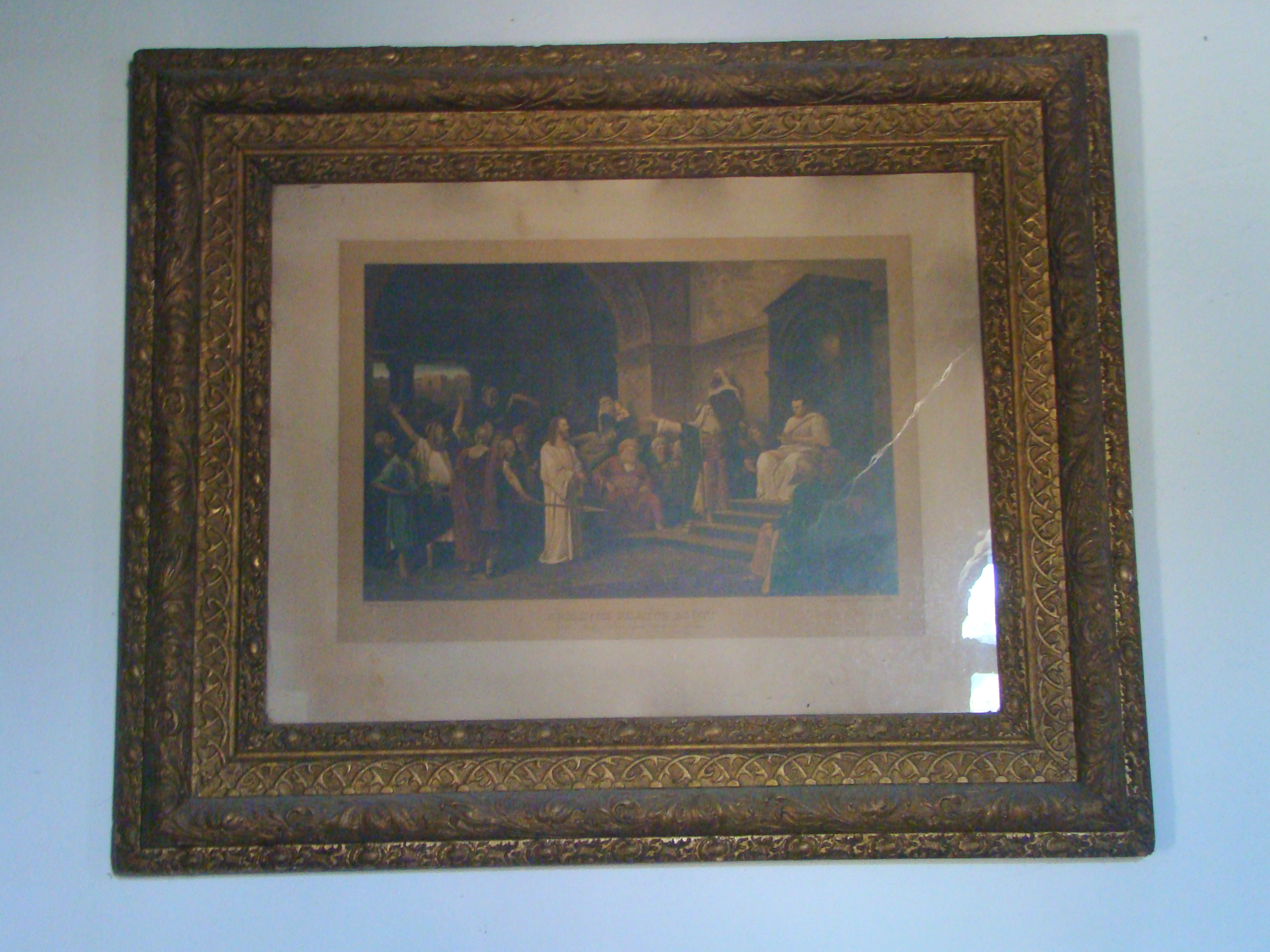
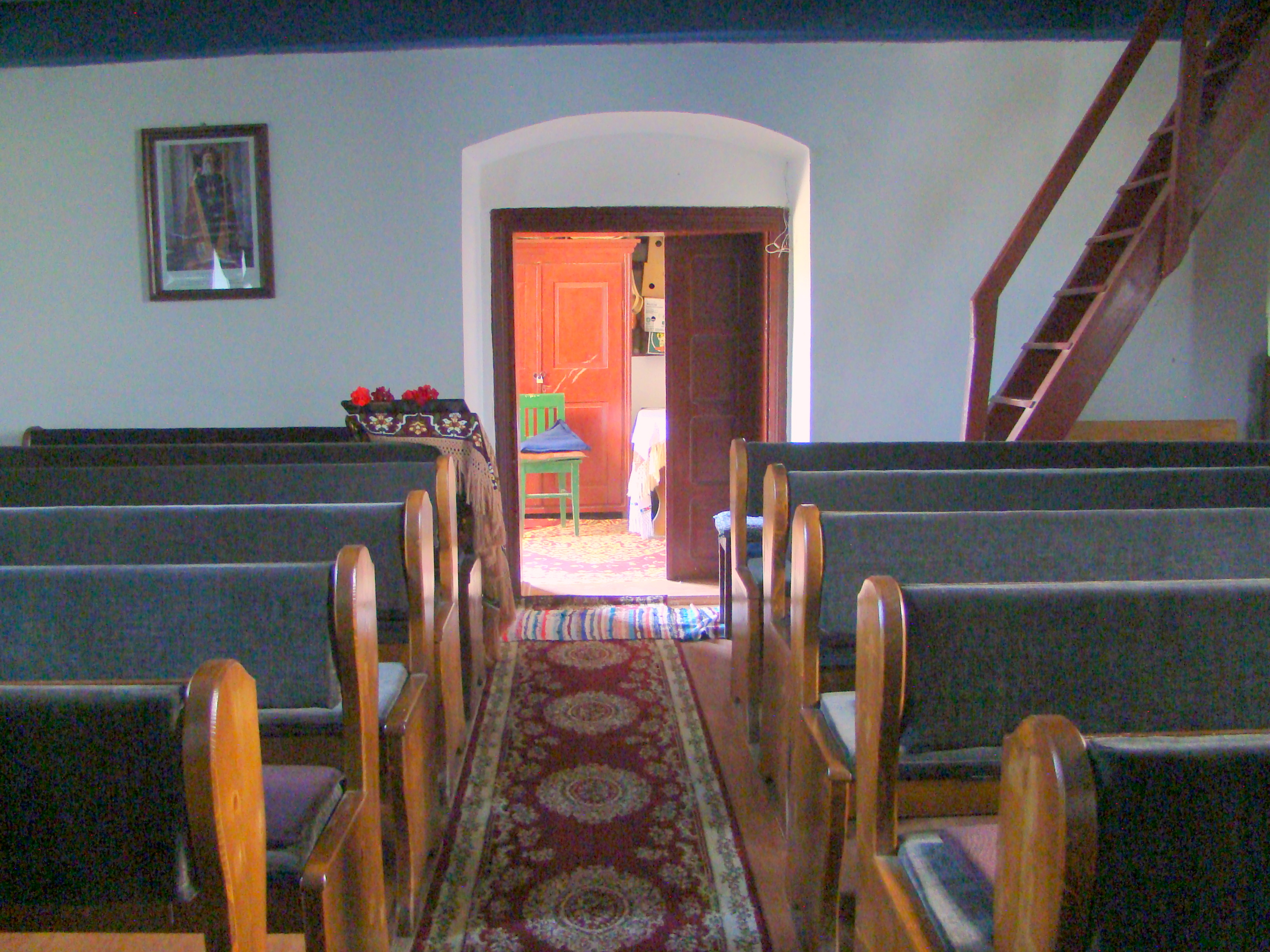